# دانتون ابی
دانتون اَبی (انگلیسی: Downton Abbey) یک مجموعهٔ تلویزیونیِ بریتانیایی در ژانر درام تاریخی به نویسندگیِ جولین فلوز است که توسط کمپانی کارنیوال فیلمز و برنامهٔ تلویزیونی مَـسترپیس تهیه و ارائه شد. این مجموعه نخستین بار در بریتانیا در ۲۶ سپتامبر ۲۰۱۰ میلادی از کانال تلویزیونی آی‌تی‌وی و در ایالات متحده آمریکا در ۹ ژانویهٔ ۲۰۱۱ میلادی از شبکه تلویزیونی پی‌بی‌اس و در قالب بخشی از یک مجموعه آنتولوژی پخش شد.
۶ فصل از این سریال ساخته شده‌است که فصل ششم در پائیز ۲۰۱۵ در بریتانیا و ایرلند و فصل پنجم نیز در ایالات متحده آمریکا از ۴ ژانویهٔ ۲۰۱۵ پخش شد. در ۲۶ مارس ۲۰۱۵ اعلام شد که فصل ششم این سریال، آخرین فصل این مجموعهٔ تلویزیونی خواهد بود.
وقایع این مجموعه در یک قصر بزرگ در یورک‌شر رخ می‌دهد و در آن، داستان زندگی یک خانوادهٔ اشرافی به نام «خاندان کرالی» به‌همراه خدمتکاران‌شان، در دورانِ پس از سلطنت ادوارد هفتم و در خلال سلطنتِ جرج پنجم و پس از آن، روایت می‌شود. در این سریال به وقایع تاریخی-اجتماعی مهم در جامعه انگلستان و جهان و تأثیر آن بر زندگی اشراف و مردم عادی اشاراتی وجود دارد که برخی از آن‌ها عبارتند از: غرق شدن تایتانیک و جنگ جهانی اول (در فصل اول)، همه‌گیری جهانی ۱۹۱۸ آنفلوآنزای اسپانیایی و رسوایی مارکونی (در فصل دوم)، دوره میان‌دوجنگ و جنگ استقلال ایرلند (در فصل سوم)، رسوایی سیاسی تیپات دُم (در فصل چهارم)، انتخابات سراسری ۱۹۲۳ در بریتانیا، کشتار جلیان‌والا باغ و کودتای آبجوفروشی مونیخ (در فصل پنجم). در فصل پایانی (ششم) هم شاهد قدرت‌گرفتن طبقهٔ کارگر جامعه در دوران میان‌دوجنگ و نشانه‌هایی از افولِ اشرافِ بریتانیا هستیم.
دانتون ابی برندهٔ جوایز و افتخارات گوناگونی شده‌است؛ از جمله جایزه گلدن گلوب بهترین مجموعه تلویزیونی کوتاه یا فیلم تلویزیونی و جایزه امی ساعات پربیننده برای مجموعه تلویزیونی کوتاه یا فیلم تلویزیونی. کتاب رکوردهای جهانی گینس این سریال را به عنوان «تحسین‌شده‌ترین سریال بریتانیایی سال ۲۰۱۱» ثبت کرد. این سریال، با ۲۷ نامزدی (پس از پخش تنها دو فصل)، بیشترین تعدادِ نامزدی‌های جایزه امی ساعات پربیننده را در میان تمامی سریال‌های تلویزیونی بین‌المللی داشته‌است. این مجموعه همچنین پربیننده‌ترین سریال تلویزیونی شبکه‌های آی‌تی‌وی و پی‌بی‌اس بوده و در نهایت، موفق‌ترین سریال تلویزیونی تاریخی بریتانیا از زمان پخش سریال باری دیگر برایدزهد در سال ۱۹۸۱ است. با پخش فصل سوم این سریال، این مجموعه یکی از پربیننده‌ترین سریال‌های پخش شده در جهان نیز شد.

## طرح کلی داستان

### خاندان کرالی
وقایع این مجموعه تلویزیونی، در قصری در منطقه یورک‌شر در انگلستان به نامِ «دانتون اَبی» رخ می‌دهد. این مکان، محل سکونت اِرل و کُنتسِ گرانتهام و فرزندان و برخی اقوام دور آنهاست. در هر قسمت از این سریال، زندگی روزمره خاندانِ اشرافی «کرالی» و دوستان و خدمتکاران و وقایع و روابط جاری آنان، در دوران سلطنت جرج پنجم به تصویر کشیده می‌شود.
|                    |                    |                                                   |                                                   |                                                   |                                                   |                                                   |                                                   |                               |                               |                               |                               |                               |                               |                                                 |                                                 |                                                 |                                                 |                                                 |                                                 |                                       |                                       | سومین ارلِ گرانتهام (درگذشته)          | سومین ارلِ گرانتهام (درگذشته)          | سومین ارلِ گرانتهام (درگذشته) | سومین ارلِ گرانتهام (درگذشته) | سومین ارلِ گرانتهام (درگذشته)   | سومین ارلِ گرانتهام (درگذشته)   |                                |                                | سومین کنتسِ گرانتهام (درگذشته)  | سومین کنتسِ گرانتهام (درگذشته)  | سومین کنتسِ گرانتهام (درگذشته) | سومین کنتسِ گرانتهام (درگذشته) | سومین کنتسِ گرانتهام (درگذشته)   | سومین کنتسِ گرانتهام (درگذشته)   |                                 |                                 |                                 |                                 |                                                     |                                                     |                                                     |                                                     |                                                     |                                                     |            |            |                                                |                                                |                                                |                                                |                                                |                                                |                             |                             |                                                                  |                                                                  |                                                                  |                                                                  |                                                                  |                                                                  |  |  |                               |                               |                               |                               |                               |                               |  |  |                                               |                                               |                                               |                                               |                                               |                                               |  |  |                                          |                                          |                                          |                                          |                                          |                                          |
|                    |                    |                                                   |                                                   |                                                   |                                                   |                                                   |                                                   |                               |                               |                               |                               |                               |                               |                                                 |                                                 |                                                 |                                                 |                                                 |                                                 |                                       |                                       | سومین ارلِ گرانتهام (درگذشته)          | سومین ارلِ گرانتهام (درگذشته)          | سومین ارلِ گرانتهام (درگذشته) | سومین ارلِ گرانتهام (درگذشته) | سومین ارلِ گرانتهام (درگذشته)   | سومین ارلِ گرانتهام (درگذشته)   |                                |                                | سومین کنتسِ گرانتهام (درگذشته)  | سومین کنتسِ گرانتهام (درگذشته)  | سومین کنتسِ گرانتهام (درگذشته) | سومین کنتسِ گرانتهام (درگذشته) | سومین کنتسِ گرانتهام (درگذشته)   | سومین کنتسِ گرانتهام (درگذشته)   |                                 |                                 |                                 |                                 |                                                     |                                                     |                                                     |                                                     |                                                     |                                                     |            |            |                                                |                                                |                                                |                                                |                                                |                                                |                             |                             |                                                                  |                                                                  |                                                                  |                                                                  |                                                                  |                                                                  |  |  |                               |                               |                               |                               |                               |                               |  |  |                                               |                                               |                                               |                                               |                                               |                                               |  |  |                                          |                                          |                                          |                                          |                                          |                                          |
|                    |                    |                                                   |                                                   |                                                   |                                                   |                                                   |                                                   |                               |                               |                               |                               |                               |                               |                                                 |                                                 |                                                 |                                                 |                                                 |                                                 |                                       |                                       |                                       |                                       |                              |                              |                                |                                |                                |                                |                                |                                |                               |                               |                                 |                                 |                                 |                                 |                                 |                                 |                                                     |                                                     |                                                     |                                                     |                                                     |                                                     |            |            |                                                |                                                |                                                |                                                |                                                |                                                |                             |                             |                                                                  |                                                                  |                                                                  |                                                                  |                                                                  |                                                                  |  |  |                               |                               |                               |                               |                               |                               |  |  |                                               |                                               |                                               |                                               |                                               |                                               |  |  |                                          |                                          |                                          |                                          |                                          |                                          |
|                    |                    |                                                   |                                                   |                                                   |                                                   |                                                   |                                                   |                               |                               |                               |                               |                               |                               |                                                 |                                                 |                                                 |                                                 |                                                 |                                                 |                                       |                                       |                                       |                                       |                              |                              |                                |                                |                                |                                |                                |                                |                               |                               |                                 |                                 |                                 |                                 |                                 |                                 |                                                     |                                                     |                                                     |                                                     |                                                     |                                                     |            |            |                                                |                                                |                                                |                                                |                                                |                                                |                             |                             |                                                                  |                                                                  |                                                                  |                                                                  |                                                                  |                                                                  |  |  |                               |                               |                               |                               |                               |                               |  |  |                                               |                                               |                                               |                                               |                                               |                                               |  |  |                                          |                                          |                                          |                                          |                                          |                                          |
| لرد کرالی          | لرد کرالی          | لرد کرالی                                         | لرد کرالی                                         | لرد کرالی                                         | لرد کرالی                                         |                                                   |                                                   | نامشخص                        | نامشخص                        | نامشخص                        | نامشخص                        | نامشخص                        | نامشخص                        |                                                 |                                                 |                                                 |                                                 |                                                 |                                                 |                                       |                                       |                                       |                                       |                              |                              | چهارمین ارلِ گرانتهام (درگذشته) | چهارمین ارلِ گرانتهام (درگذشته) | چهارمین ارلِ گرانتهام (درگذشته) | چهارمین ارلِ گرانتهام (درگذشته) | چهارمین ارلِ گرانتهام (درگذشته) | چهارمین ارلِ گرانتهام (درگذشته) |                               |                               | چهارمین کنتسِ گرانتهام (درگذشته) | چهارمین کنتسِ گرانتهام (درگذشته) | چهارمین کنتسِ گرانتهام (درگذشته) | چهارمین کنتسِ گرانتهام (درگذشته) | چهارمین کنتسِ گرانتهام (درگذشته) | چهارمین کنتسِ گرانتهام (درگذشته) |                                                     |                                                     |                                                     |                                                     |                                                     |                                                     |            |            |                                                |                                                |                                                |                                                |                                                |                                                |                             |                             |                                                                  |                                                                  |                                                                  |                                                                  |                                                                  |                                                                  |  |  |                               |                               |                               |                               |                               |                               |  |  |                                               |                                               |                                               |                                               |                                               |                                               |  |  |                                          |                                          |                                          |                                          |                                          |                                          |
| لرد کرالی          | لرد کرالی          | لرد کرالی                                         | لرد کرالی                                         | لرد کرالی                                         | لرد کرالی                                         |                                                   |                                                   | نامشخص                        | نامشخص                        | نامشخص                        | نامشخص                        | نامشخص                        | نامشخص                        |                                                 |                                                 |                                                 |                                                 |                                                 |                                                 |                                       |                                       |                                       |                                       |                              |                              | چهارمین ارلِ گرانتهام (درگذشته) | چهارمین ارلِ گرانتهام (درگذشته) | چهارمین ارلِ گرانتهام (درگذشته) | چهارمین ارلِ گرانتهام (درگذشته) | چهارمین ارلِ گرانتهام (درگذشته) | چهارمین ارلِ گرانتهام (درگذشته) |                               |                               | چهارمین کنتسِ گرانتهام (درگذشته) | چهارمین کنتسِ گرانتهام (درگذشته) | چهارمین کنتسِ گرانتهام (درگذشته) | چهارمین کنتسِ گرانتهام (درگذشته) | چهارمین کنتسِ گرانتهام (درگذشته) | چهارمین کنتسِ گرانتهام (درگذشته) |                                                     |                                                     |                                                     |                                                     |                                                     |                                                     |            |            |                                                |                                                |                                                |                                                |                                                |                                                |                             |                             |                                                                  |                                                                  |                                                                  |                                                                  |                                                                  |                                                                  |  |  |                               |                               |                               |                               |                               |                               |  |  |                                               |                                               |                                               |                                               |                                               |                                               |  |  |                                          |                                          |                                          |                                          |                                          |                                          |
|                    |                    |                                                   |                                                   |                                                   |                                                   |                                                   |                                                   |                               |                               |                               |                               |                               |                               |                                                 |                                                 |                                                 |                                                 |                                                 |                                                 |                                       |                                       |                                       |                                       |                              |                              |                                |                                |                                |                                |                                |                                |                               |                               |                                 |                                 |                                 |                                 |                                 |                                 |                                                     |                                                     |                                                     |                                                     |                                                     |                                                     |            |            |                                                |                                                |                                                |                                                |                                                |                                                |                             |                             |                                                                  |                                                                  |                                                                  |                                                                  |                                                                  |                                                                  |  |  |                               |                               |                               |                               |                               |                               |  |  |                                               |                                               |                                               |                                               |                                               |                                               |  |  |                                          |                                          |                                          |                                          |                                          |                                          |
|                    |                    |                                                   |                                                   | یک فرد نامشخص از خاندان کرالی                     | یک فرد نامشخص از خاندان کرالی                     | یک فرد نامشخص از خاندان کرالی                     | یک فرد نامشخص از خاندان کرالی                     | یک فرد نامشخص از خاندان کرالی | یک فرد نامشخص از خاندان کرالی |                               |                               | نامشخص                        | نامشخص                        | نامشخص                                          | نامشخص                                          | نامشخص                                          | نامشخص                                          |                                                 |                                                 |                                       |                                       |                                       |                                       |                              |                              |                                |                                | پنجمین ارلِ گرانتهام (درگذشته)  | پنجمین ارلِ گرانتهام (درگذشته)  | پنجمین ارلِ گرانتهام (درگذشته)  | پنجمین ارلِ گرانتهام (درگذشته)  | پنجمین ارلِ گرانتهام (درگذشته) | پنجمین ارلِ گرانتهام (درگذشته) |                                 |                                 | پنجمین کنتسِ گرانتهام (درگذشته)  | پنجمین کنتسِ گرانتهام (درگذشته)  | پنجمین کنتسِ گرانتهام (درگذشته)  | پنجمین کنتسِ گرانتهام (درگذشته)  | پنجمین کنتسِ گرانتهام (درگذشته)                      | پنجمین کنتسِ گرانتهام (درگذشته)                      |                                                     |                                                     |                                                     |                                                     |            |            |                                                |                                                |                                                |                                                |                                                |                                                |                             |                             |                                                                  |                                                                  |                                                                  |                                                                  |                                                                  |                                                                  |  |  |                               |                               |                               |                               |                               |                               |  |  |                                               |                                               |                                               |                                               |                                               |                                               |  |  |                                          |                                          |                                          |                                          |                                          |                                          |
|                    |                    |                                                   |                                                   | یک فرد نامشخص از خاندان کرالی                     | یک فرد نامشخص از خاندان کرالی                     | یک فرد نامشخص از خاندان کرالی                     | یک فرد نامشخص از خاندان کرالی                     | یک فرد نامشخص از خاندان کرالی | یک فرد نامشخص از خاندان کرالی |                               |                               | نامشخص                        | نامشخص                        | نامشخص                                          | نامشخص                                          | نامشخص                                          | نامشخص                                          |                                                 |                                                 |                                       |                                       |                                       |                                       |                              |                              |                                |                                | پنجمین ارلِ گرانتهام (درگذشته)  | پنجمین ارلِ گرانتهام (درگذشته)  | پنجمین ارلِ گرانتهام (درگذشته)  | پنجمین ارلِ گرانتهام (درگذشته)  | پنجمین ارلِ گرانتهام (درگذشته) | پنجمین ارلِ گرانتهام (درگذشته) |                                 |                                 | پنجمین کنتسِ گرانتهام (درگذشته)  | پنجمین کنتسِ گرانتهام (درگذشته)  | پنجمین کنتسِ گرانتهام (درگذشته)  | پنجمین کنتسِ گرانتهام (درگذشته)  | پنجمین کنتسِ گرانتهام (درگذشته)                      | پنجمین کنتسِ گرانتهام (درگذشته)                      |                                                     |                                                     |                                                     |                                                     |            |            |                                                |                                                |                                                |                                                |                                                |                                                |                             |                             |                                                                  |                                                                  |                                                                  |                                                                  |                                                                  |                                                                  |  |  |                               |                               |                               |                               |                               |                               |  |  |                                               |                                               |                                               |                                               |                                               |                                               |  |  |                                          |                                          |                                          |                                          |                                          |                                          |
|                    |                    |                                                   |                                                   |                                                   |                                                   |                                                   |                                                   |                               |                               |                               |                               |                               |                               |                                                 |                                                 |                                                 |                                                 |                                                 |                                                 |                                       |                                       |                                       |                                       |                              |                              |                                |                                |                                |                                |                                |                                |                               |                               |                                 |                                 |                                 |                                 |                                 |                                 |                                                     |                                                     |                                                     |                                                     |                                                     |                                                     |            |            |                                                |                                                |                                                |                                                |                                                |                                                |                             |                             |                                                                  |                                                                  |                                                                  |                                                                  |                                                                  |                                                                  |  |  |                               |                               |                               |                               |                               |                               |  |  |                                               |                                               |                                               |                                               |                                               |                                               |  |  |                                          |                                          |                                          |                                          |                                          |                                          |
|                    |                    |                                                   |                                                   |                                                   |                                                   |                                                   |                                                   |                               |                               |                               |                               |                               |                               |                                                 |                                                 |                                                 |                                                 |                                                 |                                                 |                                       |                                       |                                       |                                       |                              |                              |                                |                                |                                |                                |                                |                                |                               |                               |                                 |                                 |                                 |                                 |                                 |                                 |                                                     |                                                     |                                                     |                                                     |                                                     |                                                     |            |            |                                                |                                                |                                                |                                                |                                                |                                                |                             |                             |                                                                  |                                                                  |                                                                  |                                                                  |                                                                  |                                                                  |  |  |                               |                               |                               |                               |                               |                               |  |  |                                               |                                               |                                               |                                               |                                               |                                               |  |  |                                          |                                          |                                          |                                          |                                          |                                          |
|                    |                    |                                                   |                                                   |                                                   |                                                   |                                                   |                                                   | یک فرد نامشخص از خاندان کرالی | یک فرد نامشخص از خاندان کرالی | یک فرد نامشخص از خاندان کرالی | یک فرد نامشخص از خاندان کرالی | یک فرد نامشخص از خاندان کرالی | یک فرد نامشخص از خاندان کرالی |                                                 |                                                 | نامشخص                                          | نامشخص                                          | نامشخص                                          | نامشخص                                          | نامشخص                                | نامشخص                                |                                       |                                       | لرد کرالی                    | لرد کرالی                    | لرد کرالی                      | لرد کرالی                      | لرد کرالی                      | لرد کرالی                      |                                |                                | نامشخص                        | نامشخص                        | نامشخص                          | نامشخص                          | نامشخص                          | نامشخص                          |                                 |                                 | ششمین لردِ گرانتهام (درگذشته)                        | ششمین لردِ گرانتهام (درگذشته)                        | ششمین لردِ گرانتهام (درگذشته)                        | ششمین لردِ گرانتهام (درگذشته)                        | ششمین لردِ گرانتهام (درگذشته)                        | ششمین لردِ گرانتهام (درگذشته)                        |            |            | وایولت کرالی کنتسِ بیوهٔ گرانتهام                | وایولت کرالی کنتسِ بیوهٔ گرانتهام                | وایولت کرالی کنتسِ بیوهٔ گرانتهام                | وایولت کرالی کنتسِ بیوهٔ گرانتهام                | وایولت کرالی کنتسِ بیوهٔ گرانتهام                | وایولت کرالی کنتسِ بیوهٔ گرانتهام                |                             |                             | ایزیدور لوینسون                                                  | ایزیدور لوینسون                                                  | ایزیدور لوینسون                                                  | ایزیدور لوینسون                                                  | ایزیدور لوینسون                                                  | ایزیدور لوینسون                                                  |  |  | مارتا لوینسون                 | مارتا لوینسون                 | مارتا لوینسون                 | مارتا لوینسون                 | مارتا لوینسون                 | مارتا لوینسون                 |  |  | نامشخص                                        | نامشخص                                        | نامشخص                                        | نامشخص                                        | نامشخص                                        | نامشخص                                        |  |  | روبرتا (نام خانوادگی نامشخص)             | روبرتا (نام خانوادگی نامشخص)             | روبرتا (نام خانوادگی نامشخص)             | روبرتا (نام خانوادگی نامشخص)             | روبرتا (نام خانوادگی نامشخص)             | روبرتا (نام خانوادگی نامشخص)             |
|                    |                    |                                                   |                                                   |                                                   |                                                   |                                                   |                                                   | یک فرد نامشخص از خاندان کرالی | یک فرد نامشخص از خاندان کرالی | یک فرد نامشخص از خاندان کرالی | یک فرد نامشخص از خاندان کرالی | یک فرد نامشخص از خاندان کرالی | یک فرد نامشخص از خاندان کرالی |                                                 |                                                 | نامشخص                                          | نامشخص                                          | نامشخص                                          | نامشخص                                          | نامشخص                                | نامشخص                                |                                       |                                       | لرد کرالی                    | لرد کرالی                    | لرد کرالی                      | لرد کرالی                      | لرد کرالی                      | لرد کرالی                      |                                |                                | نامشخص                        | نامشخص                        | نامشخص                          | نامشخص                          | نامشخص                          | نامشخص                          |                                 |                                 | ششمین لردِ گرانتهام (درگذشته)                        | ششمین لردِ گرانتهام (درگذشته)                        | ششمین لردِ گرانتهام (درگذشته)                        | ششمین لردِ گرانتهام (درگذشته)                        | ششمین لردِ گرانتهام (درگذشته)                        | ششمین لردِ گرانتهام (درگذشته)                        |            |            | وایولت کرالی کنتسِ بیوهٔ گرانتهام                | وایولت کرالی کنتسِ بیوهٔ گرانتهام                | وایولت کرالی کنتسِ بیوهٔ گرانتهام                | وایولت کرالی کنتسِ بیوهٔ گرانتهام                | وایولت کرالی کنتسِ بیوهٔ گرانتهام                | وایولت کرالی کنتسِ بیوهٔ گرانتهام                |                             |                             | ایزیدور لوینسون                                                  | ایزیدور لوینسون                                                  | ایزیدور لوینسون                                                  | ایزیدور لوینسون                                                  | ایزیدور لوینسون                                                  | ایزیدور لوینسون                                                  |  |  | مارتا لوینسون                 | مارتا لوینسون                 | مارتا لوینسون                 | مارتا لوینسون                 | مارتا لوینسون                 | مارتا لوینسون                 |  |  | نامشخص                                        | نامشخص                                        | نامشخص                                        | نامشخص                                        | نامشخص                                        | نامشخص                                        |  |  | روبرتا (نام خانوادگی نامشخص)             | روبرتا (نام خانوادگی نامشخص)             | روبرتا (نام خانوادگی نامشخص)             | روبرتا (نام خانوادگی نامشخص)             | روبرتا (نام خانوادگی نامشخص)             | روبرتا (نام خانوادگی نامشخص)             |
|                    |                    |                                                   |                                                   |                                                   |                                                   |                                                   |                                                   |                               |                               |                               |                               |                               |                               |                                                 |                                                 |                                                 |                                                 |                                                 |                                                 |                                       |                                       |                                       |                                       |                              |                              |                                |                                |                                |                                |                                |                                |                               |                               |                                 |                                 |                                 |                                 |                                 |                                 |                                                     |                                                     |                                                     |                                                     |                                                     |                                                     |            |            |                                                |                                                |                                                |                                                |                                                |                                                |                             |                             |                                                                  |                                                                  |                                                                  |                                                                  |                                                                  |                                                                  |  |  |                               |                               |                               |                               |                               |                               |  |  |                                               |                                               |                                               |                                               |                                               |                                               |  |  |                                          |                                          |                                          |                                          |                                          |                                          |
|                    |                    |                                                   |                                                   |                                                   |                                                   |                                                   |                                                   |                               |                               |                               |                               |                               |                               |                                                 |                                                 |                                                 |                                                 |                                                 |                                                 |                                       |                                       |                                       |                                       |                              |                              |                                |                                |                                |                                |                                |                                |                               |                               |                                 |                                 |                                 |                                 |                                 |                                 |                                                     |                                                     |                                                     |                                                     |                                                     |                                                     |            |            |                                                |                                                |                                                |                                                |                                                |                                                |                             |                             |                                                                  |                                                                  |                                                                  |                                                                  |                                                                  |                                                                  |  |  |                               |                               |                               |                               |                               |                               |  |  |                                               |                                               |                                               |                                               |                                               |                                               |  |  |                                          |                                          |                                          |                                          |                                          |                                          |
| دکتر رجینالد کرالی | دکتر رجینالد کرالی | دکتر رجینالد کرالی                                | دکتر رجینالد کرالی                                | دکتر رجینالد کرالی                                | دکتر رجینالد کرالی                                |                                                   |                                                   | ایزابل کرالی                  | ایزابل کرالی                  | ایزابل کرالی                  | ایزابل کرالی                  | ایزابل کرالی                  | ایزابل کرالی                  |                                                 |                                                 | جیمز کرالی                                      | جیمز کرالی                                      | جیمز کرالی                                      | جیمز کرالی                                      | جیمز کرالی                            | جیمز کرالی                            |                                       |                                       | نامشخص                       | نامشخص                       | نامشخص                         | نامشخص                         | نامشخص                         | نامشخص                         |                                |                                | مارمادوک پینزویک (درگذشته)    | مارمادوک پینزویک (درگذشته)    | مارمادوک پینزویک (درگذشته)      | مارمادوک پینزویک (درگذشته)      | مارمادوک پینزویک (درگذشته)      | مارمادوک پینزویک (درگذشته)      |                                 |                                 | رزاموند پینزویک (پیش از ازدواج: لیدی رزاموند کرالی) | رزاموند پینزویک (پیش از ازدواج: لیدی رزاموند کرالی) | رزاموند پینزویک (پیش از ازدواج: لیدی رزاموند کرالی) | رزاموند پینزویک (پیش از ازدواج: لیدی رزاموند کرالی) | رزاموند پینزویک (پیش از ازدواج: لیدی رزاموند کرالی) | رزاموند پینزویک (پیش از ازدواج: لیدی رزاموند کرالی) |            |            | هفتمین ارلِ گرانتهام «رابرت کرالی» لردِ گرانتهام | هفتمین ارلِ گرانتهام «رابرت کرالی» لردِ گرانتهام | هفتمین ارلِ گرانتهام «رابرت کرالی» لردِ گرانتهام | هفتمین ارلِ گرانتهام «رابرت کرالی» لردِ گرانتهام | هفتمین ارلِ گرانتهام «رابرت کرالی» لردِ گرانتهام | هفتمین ارلِ گرانتهام «رابرت کرالی» لردِ گرانتهام |                             |                             | لیدی گرانتهام «کُرا کرالی» کنتسِ گرانتهام (پیش از ازدواج: لوینسون) | لیدی گرانتهام «کُرا کرالی» کنتسِ گرانتهام (پیش از ازدواج: لوینسون) | لیدی گرانتهام «کُرا کرالی» کنتسِ گرانتهام (پیش از ازدواج: لوینسون) | لیدی گرانتهام «کُرا کرالی» کنتسِ گرانتهام (پیش از ازدواج: لوینسون) | لیدی گرانتهام «کُرا کرالی» کنتسِ گرانتهام (پیش از ازدواج: لوینسون) | لیدی گرانتهام «کُرا کرالی» کنتسِ گرانتهام (پیش از ازدواج: لوینسون) |  |  | هارولد لِوینسون                | هارولد لِوینسون                | هارولد لِوینسون                | هارولد لِوینسون                | هارولد لِوینسون                | هارولد لِوینسون                |  |  | لرد فلینت‌شر هیو "شریمپی" مک‌کلیر مارکیِ فلینت‌شر | لرد فلینت‌شر هیو "شریمپی" مک‌کلیر مارکیِ فلینت‌شر | لرد فلینت‌شر هیو "شریمپی" مک‌کلیر مارکیِ فلینت‌شر | لرد فلینت‌شر هیو "شریمپی" مک‌کلیر مارکیِ فلینت‌شر | لرد فلینت‌شر هیو "شریمپی" مک‌کلیر مارکیِ فلینت‌شر | لرد فلینت‌شر هیو "شریمپی" مک‌کلیر مارکیِ فلینت‌شر |  |  | لیدی فلینت‌شر سوزان مک‌کلیر مارکیزِ فلینت‌شر | لیدی فلینت‌شر سوزان مک‌کلیر مارکیزِ فلینت‌شر | لیدی فلینت‌شر سوزان مک‌کلیر مارکیزِ فلینت‌شر | لیدی فلینت‌شر سوزان مک‌کلیر مارکیزِ فلینت‌شر | لیدی فلینت‌شر سوزان مک‌کلیر مارکیزِ فلینت‌شر | لیدی فلینت‌شر سوزان مک‌کلیر مارکیزِ فلینت‌شر |
| دکتر رجینالد کرالی | دکتر رجینالد کرالی | دکتر رجینالد کرالی                                | دکتر رجینالد کرالی                                | دکتر رجینالد کرالی                                | دکتر رجینالد کرالی                                |                                                   |                                                   | ایزابل کرالی                  | ایزابل کرالی                  | ایزابل کرالی                  | ایزابل کرالی                  | ایزابل کرالی                  | ایزابل کرالی                  |                                                 |                                                 | جیمز کرالی                                      | جیمز کرالی                                      | جیمز کرالی                                      | جیمز کرالی                                      | جیمز کرالی                            | جیمز کرالی                            |                                       |                                       | نامشخص                       | نامشخص                       | نامشخص                         | نامشخص                         | نامشخص                         | نامشخص                         |                                |                                | مارمادوک پینزویک (درگذشته)    | مارمادوک پینزویک (درگذشته)    | مارمادوک پینزویک (درگذشته)      | مارمادوک پینزویک (درگذشته)      | مارمادوک پینزویک (درگذشته)      | مارمادوک پینزویک (درگذشته)      |                                 |                                 | رزاموند پینزویک (پیش از ازدواج: لیدی رزاموند کرالی) | رزاموند پینزویک (پیش از ازدواج: لیدی رزاموند کرالی) | رزاموند پینزویک (پیش از ازدواج: لیدی رزاموند کرالی) | رزاموند پینزویک (پیش از ازدواج: لیدی رزاموند کرالی) | رزاموند پینزویک (پیش از ازدواج: لیدی رزاموند کرالی) | رزاموند پینزویک (پیش از ازدواج: لیدی رزاموند کرالی) |            |            | هفتمین ارلِ گرانتهام «رابرت کرالی» لردِ گرانتهام | هفتمین ارلِ گرانتهام «رابرت کرالی» لردِ گرانتهام | هفتمین ارلِ گرانتهام «رابرت کرالی» لردِ گرانتهام | هفتمین ارلِ گرانتهام «رابرت کرالی» لردِ گرانتهام | هفتمین ارلِ گرانتهام «رابرت کرالی» لردِ گرانتهام | هفتمین ارلِ گرانتهام «رابرت کرالی» لردِ گرانتهام |                             |                             | لیدی گرانتهام «کُرا کرالی» کنتسِ گرانتهام (پیش از ازدواج: لوینسون) | لیدی گرانتهام «کُرا کرالی» کنتسِ گرانتهام (پیش از ازدواج: لوینسون) | لیدی گرانتهام «کُرا کرالی» کنتسِ گرانتهام (پیش از ازدواج: لوینسون) | لیدی گرانتهام «کُرا کرالی» کنتسِ گرانتهام (پیش از ازدواج: لوینسون) | لیدی گرانتهام «کُرا کرالی» کنتسِ گرانتهام (پیش از ازدواج: لوینسون) | لیدی گرانتهام «کُرا کرالی» کنتسِ گرانتهام (پیش از ازدواج: لوینسون) |  |  | هارولد لِوینسون                | هارولد لِوینسون                | هارولد لِوینسون                | هارولد لِوینسون                | هارولد لِوینسون                | هارولد لِوینسون                |  |  | لرد فلینت‌شر هیو "شریمپی" مک‌کلیر مارکیِ فلینت‌شر | لرد فلینت‌شر هیو "شریمپی" مک‌کلیر مارکیِ فلینت‌شر | لرد فلینت‌شر هیو "شریمپی" مک‌کلیر مارکیِ فلینت‌شر | لرد فلینت‌شر هیو "شریمپی" مک‌کلیر مارکیِ فلینت‌شر | لرد فلینت‌شر هیو "شریمپی" مک‌کلیر مارکیِ فلینت‌شر | لرد فلینت‌شر هیو "شریمپی" مک‌کلیر مارکیِ فلینت‌شر |  |  | لیدی فلینت‌شر سوزان مک‌کلیر مارکیزِ فلینت‌شر | لیدی فلینت‌شر سوزان مک‌کلیر مارکیزِ فلینت‌شر | لیدی فلینت‌شر سوزان مک‌کلیر مارکیزِ فلینت‌شر | لیدی فلینت‌شر سوزان مک‌کلیر مارکیزِ فلینت‌شر | لیدی فلینت‌شر سوزان مک‌کلیر مارکیزِ فلینت‌شر | لیدی فلینت‌شر سوزان مک‌کلیر مارکیزِ فلینت‌شر |
|                    |                    |                                                   |                                                   |                                                   |                                                   |                                                   |                                                   |                               |                               |                               |                               |                               |                               |                                                 |                                                 |                                                 |                                                 |                                                 |                                                 |                                       |                                       |                                       |                                       |                              |                              |                                |                                |                                |                                |                                |                                |                               |                               |                                 |                                 |                                 |                                 |                                 |                                 |                                                     |                                                     |                                                     |                                                     |                                                     |                                                     |            |            |                                                |                                                |                                                |                                                |                                                |                                                |                             |                             |                                                                  |                                                                  |                                                                  |                                                                  |                                                                  |                                                                  |  |  |                               |                               |                               |                               |                               |                               |  |  |                                               |                                               |                                               |                                               |                                               |                                               |  |  |                                          |                                          |                                          |                                          |                                          |                                          |
|                    |                    |                                                   |                                                   |                                                   |                                                   |                                                   |                                                   |                               |                               |                               |                               |                               |                               |                                                 |                                                 |                                                 |                                                 |                                                 |                                                 |                                       |                                       |                                       |                                       |                              |                              |                                |                                |                                |                                |                                |                                |                               |                               |                                 |                                 |                                 |                                 |                                 |                                 |                                                     |                                                     |                                                     |                                                     |                                                     |                                                     |            |            |                                                |                                                |                                                |                                                |                                                |                                                |                             |                             |                                                                  |                                                                  |                                                                  |                                                                  |                                                                  |                                                                  |  |  |                               |                               |                               |                               |                               |                               |  |  |                                               |                                               |                                               |                                               |                                               |                                               |  |  |                                          |                                          |                                          |                                          |                                          |                                          |
|                    |                    |                                                   |                                                   |                                                   |                                                   |                                                   |                                                   |                               |                               |                               |                               |                               |                               |                                                 |                                                 |                                                 |                                                 |                                                 |                                                 |                                       |                                       |                                       |                                       |                              |                              |                                |                                |                                |                                |                                |                                |                               |                               |                                 |                                 |                                 |                                 |                                 |                                 |                                                     |                                                     |                                                     |                                                     |                                                     |                                                     |            |            |                                                |                                                |                                                |                                                |                                                |                                                |                             |                             |                                                                  |                                                                  |                                                                  |                                                                  |                                                                  |                                                                  |  |  |                               |                               |                               |                               |                               |                               |  |  |                                               |                                               |                                               |                                               |                                               |                                               |  |  |                                          |                                          |                                          |                                          |                                          |                                          |
|                    |                    |                                                   |                                                   |                                                   |                                                   |                                                   |                                                   |                               |                               |                               |                               |                               |                               |                                                 |                                                 |                                                 |                                                 |                                                 |                                                 |                                       |                                       |                                       |                                       |                              |                              |                                |                                |                                |                                |                                |                                |                               |                               |                                 |                                 |                                 |                                 |                                 |                                 |                                                     |                                                     |                                                     |                                                     |                                                     |                                                     |            |            |                                                |                                                |                                                |                                                |                                                |                                                |                             |                             |                                                                  |                                                                  |                                                                  |                                                                  |                                                                  |                                                                  |  |  |                               |                               |                               |                               |                               |                               |  |  |                                               |                                               |                                               |                                               |                                               |                                               |  |  |                                          |                                          |                                          |                                          |                                          |                                          |
|                    |                    | پاتریک کرالی وارثِ بالقوهٔ خاندان (احتمالاً درگذشته) | پاتریک کرالی وارثِ بالقوهٔ خاندان (احتمالاً درگذشته) | پاتریک کرالی وارثِ بالقوهٔ خاندان (احتمالاً درگذشته) | پاتریک کرالی وارثِ بالقوهٔ خاندان (احتمالاً درگذشته) | پاتریک کرالی وارثِ بالقوهٔ خاندان (احتمالاً درگذشته) | پاتریک کرالی وارثِ بالقوهٔ خاندان (احتمالاً درگذشته) |                               |                               |                               |                               |                               |                               | متیو رجینالد کرالی وارثِ بالقوهٔ خاندان (درگذشته) | متیو رجینالد کرالی وارثِ بالقوهٔ خاندان (درگذشته) | متیو رجینالد کرالی وارثِ بالقوهٔ خاندان (درگذشته) | متیو رجینالد کرالی وارثِ بالقوهٔ خاندان (درگذشته) | متیو رجینالد کرالی وارثِ بالقوهٔ خاندان (درگذشته) | متیو رجینالد کرالی وارثِ بالقوهٔ خاندان (درگذشته) |                                       |                                       | لیدی مری جوزفین کرالی                 | لیدی مری جوزفین کرالی                 | لیدی مری جوزفین کرالی        | لیدی مری جوزفین کرالی        | لیدی مری جوزفین کرالی          | لیدی مری جوزفین کرالی          |                                |                                | مایکل گِرِگسون (درگذشته)         | مایکل گِرِگسون (درگذشته)         | مایکل گِرِگسون (درگذشته)        | مایکل گِرِگسون (درگذشته)        | مایکل گِرِگسون (درگذشته)          | مایکل گِرِگسون (درگذشته)          |                                 |                                 | لیدی ادیث کرالی                 | لیدی ادیث کرالی                 | لیدی ادیث کرالی                                     | لیدی ادیث کرالی                                     | لیدی ادیث کرالی                                     | لیدی ادیث کرالی                                     |                                                     |                                                     | تام برنسون | تام برنسون | تام برنسون                                     | تام برنسون                                     | تام برنسون                                     | تام برنسون                                     |                                                |                                                | لیدی سیبل برانسون (درگذشته) | لیدی سیبل برانسون (درگذشته) | لیدی سیبل برانسون (درگذشته)                                      | لیدی سیبل برانسون (درگذشته)                                      | لیدی سیبل برانسون (درگذشته)                                      | لیدی سیبل برانسون (درگذشته)                                      |                                                                  |                                                                  |  |  | والامقام ایفرام اَتیکوس آلدریج | والامقام ایفرام اَتیکوس آلدریج | والامقام ایفرام اَتیکوس آلدریج | والامقام ایفرام اَتیکوس آلدریج | والامقام ایفرام اَتیکوس آلدریج | والامقام ایفرام اَتیکوس آلدریج |  |  | لیدی رز آلدریج (پیش از ازدواج: مک‌کلیر)        | لیدی رز آلدریج (پیش از ازدواج: مک‌کلیر)        | لیدی رز آلدریج (پیش از ازدواج: مک‌کلیر)        | لیدی رز آلدریج (پیش از ازدواج: مک‌کلیر)        | لیدی رز آلدریج (پیش از ازدواج: مک‌کلیر)        | لیدی رز آلدریج (پیش از ازدواج: مک‌کلیر)        |  |  |                                          |                                          |                                          |                                          |                                          |                                          |
|                    |                    | پاتریک کرالی وارثِ بالقوهٔ خاندان (احتمالاً درگذشته) | پاتریک کرالی وارثِ بالقوهٔ خاندان (احتمالاً درگذشته) | پاتریک کرالی وارثِ بالقوهٔ خاندان (احتمالاً درگذشته) | پاتریک کرالی وارثِ بالقوهٔ خاندان (احتمالاً درگذشته) | پاتریک کرالی وارثِ بالقوهٔ خاندان (احتمالاً درگذشته) | پاتریک کرالی وارثِ بالقوهٔ خاندان (احتمالاً درگذشته) |                               |                               |                               |                               |                               |                               | متیو رجینالد کرالی وارثِ بالقوهٔ خاندان (درگذشته) | متیو رجینالد کرالی وارثِ بالقوهٔ خاندان (درگذشته) | متیو رجینالد کرالی وارثِ بالقوهٔ خاندان (درگذشته) | متیو رجینالد کرالی وارثِ بالقوهٔ خاندان (درگذشته) | متیو رجینالد کرالی وارثِ بالقوهٔ خاندان (درگذشته) | متیو رجینالد کرالی وارثِ بالقوهٔ خاندان (درگذشته) |                                       |                                       | لیدی مری جوزفین کرالی                 | لیدی مری جوزفین کرالی                 | لیدی مری جوزفین کرالی        | لیدی مری جوزفین کرالی        | لیدی مری جوزفین کرالی          | لیدی مری جوزفین کرالی          |                                |                                | مایکل گِرِگسون (درگذشته)         | مایکل گِرِگسون (درگذشته)         | مایکل گِرِگسون (درگذشته)        | مایکل گِرِگسون (درگذشته)        | مایکل گِرِگسون (درگذشته)          | مایکل گِرِگسون (درگذشته)          |                                 |                                 | لیدی ادیث کرالی                 | لیدی ادیث کرالی                 | لیدی ادیث کرالی                                     | لیدی ادیث کرالی                                     | لیدی ادیث کرالی                                     | لیدی ادیث کرالی                                     |                                                     |                                                     | تام برنسون | تام برنسون | تام برنسون                                     | تام برنسون                                     | تام برنسون                                     | تام برنسون                                     |                                                |                                                | لیدی سیبل برانسون (درگذشته) | لیدی سیبل برانسون (درگذشته) | لیدی سیبل برانسون (درگذشته)                                      | لیدی سیبل برانسون (درگذشته)                                      | لیدی سیبل برانسون (درگذشته)                                      | لیدی سیبل برانسون (درگذشته)                                      |                                                                  |                                                                  |  |  | والامقام ایفرام اَتیکوس آلدریج | والامقام ایفرام اَتیکوس آلدریج | والامقام ایفرام اَتیکوس آلدریج | والامقام ایفرام اَتیکوس آلدریج | والامقام ایفرام اَتیکوس آلدریج | والامقام ایفرام اَتیکوس آلدریج |  |  | لیدی رز آلدریج (پیش از ازدواج: مک‌کلیر)        | لیدی رز آلدریج (پیش از ازدواج: مک‌کلیر)        | لیدی رز آلدریج (پیش از ازدواج: مک‌کلیر)        | لیدی رز آلدریج (پیش از ازدواج: مک‌کلیر)        | لیدی رز آلدریج (پیش از ازدواج: مک‌کلیر)        | لیدی رز آلدریج (پیش از ازدواج: مک‌کلیر)        |  |  |                                          |                                          |                                          |                                          |                                          |                                          |
|                    |                    |                                                   |                                                   |                                                   |                                                   |                                                   |                                                   |                               |                               |                               |                               |                               |                               |                                                 |                                                 |                                                 |                                                 |                                                 |                                                 |                                       |                                       |                                       |                                       |                              |                              |                                |                                |                                |                                |                                |                                |                               |                               |                                 |                                 |                                 |                                 |                                 |                                 |                                                     |                                                     |                                                     |                                                     |                                                     |                                                     |            |            |                                                |                                                |                                                |                                                |                                                |                                                |                             |                             |                                                                  |                                                                  |                                                                  |                                                                  |                                                                  |                                                                  |  |  |                               |                               |                               |                               |                               |                               |  |  |                                               |                                               |                                               |                                               |                                               |                                               |  |  |                                          |                                          |                                          |                                          |                                          |                                          |
|                    |                    |                                                   |                                                   |                                                   |                                                   |                                                   |                                                   |                               |                               |                               |                               |                               |                               |                                                 |                                                 |                                                 |                                                 | ارباب «جرج کرالی» وارثِ احتمالی خاندان           | ارباب «جرج کرالی» وارثِ احتمالی خاندان           | ارباب «جرج کرالی» وارثِ احتمالی خاندان | ارباب «جرج کرالی» وارثِ احتمالی خاندان | ارباب «جرج کرالی» وارثِ احتمالی خاندان | ارباب «جرج کرالی» وارثِ احتمالی خاندان |                              |                              |                                |                                |                                |                                |                                |                                |                               |                               | مِریگولد کرالی                   | مِریگولد کرالی                   | مِریگولد کرالی                   | مِریگولد کرالی                   | مِریگولد کرالی                   | مِریگولد کرالی                   |                                                     |                                                     |                                                     |                                                     |                                                     |                                                     |            |            |                                                |                                                | دوشیزه سیبل برنسون                             | دوشیزه سیبل برنسون                             | دوشیزه سیبل برنسون                             | دوشیزه سیبل برنسون                             | دوشیزه سیبل برنسون          | دوشیزه سیبل برنسون          |                                                                  |                                                                  |                                                                  |                                                                  |                                                                  |                                                                  |  |  |                               |                               |                               |                               |                               |                               |  |  |                                               |                                               |                                               |                                               |                                               |                                               |  |  |                                          |                                          |                                          |                                          |                                          |                                          |

### فصل اول
فصل اول سریال در هفت قسمت، به زندگی «خانواده کرالی» و خدمتکاران آنان می‌پردازد و داستان سریال، از صبحِ روزی شروع می‌شود که خبر غرق شدنِ کشتی تایتانیک اعلام می‌شود. یکی از مسائلِ اصلی سریال، قانون حقِ مالکیت در انگلستان است که به موجب آن، فرزندان مؤنث نمی‌توانند وارث املاک، مستغلات و القاب نیاکان خود باشند و این حق، فقط به اولاد یا اقوامِ ذکور خانواده می‌رسد. طی بخش‌های اولیهٔ سریال، بیننده درمی‌یابد که «لُرد گرانتهام» مشکلات عدیدهٔ اقتصادی خانواده‌اش را، با ازدواج با یک بانوی ثروتمند آمریکایی حل کرده بود. همسر او از پدرِ یهودیِ ثروتمندش، ارثیهٔ فراوانی به‌دست آورده و آن را به عنوان جهیزیه، به اموالِ «لرد گرانتهام» اضافه کرده بود. این زوج، سه دختر دارند و چون فاقد اولاد ذکور هستند، قرار است دختر بزرگشان «مِری»، با یکی از عموزاده‌های خانواده ازدواج کند تا ثروت و املاکِ خانواده به او برسد و از دستِ خاندان کرالی خارج نشود. در قسمت اولِ سریال، اعضاء خانواده در حال صرفِ صبحانه هستند که خبر غرق شدنِ کشتی تایتانیک را در روزنامهٔ صبح می‌خوانند. هر دو وارثِ بالقوهٔ خاندانِ کرالی در این کشتی بوده و کشته شده‌اند. حالا تنها وارثِ خانواده، پسری از طبقهٔ متوسطِ جامعه به نام «متیو کرالی» است که نسبت خانوادگیِ دوری با «کرالی‌ها» دارد و مشاور حقوقی است. در قسمت‌های بعدی، شاهد فراز و نشیب‌هایی در رابطهٔ «مری کرالی» و «متیو» هستیم که افکاری امروزی دارد و حاضر نیست با شیوهٔ زندگی اشرافی این خانواده کنار بیاید. در عین حال، یک داستان فرعی هم در فصل اول وجود دارد که دربارهٔ «جان بیتز» پیشخدمت مخصوص جناب لرد است که به تازگی به «دانتون اَبی» آمده و جایگزین «توماس بارو» پیشخدمت پیشین و مخصوص جناب لرد می‌شود و سبب می‌شود تا او، تنزل مقام پیدا کرده و به عنوان پادو و مُلازم اول، به کارش ادامه بدهد. طی پنج قسمت اول، تنش‌هایی بین این دو وجود دارد. توماس کشف می‌کند که «جان بیتس» قبلاً بخاطر دزدی در زندان بوده‌است و این موضوع را فاش می‌کند. توماس که جوانی همجنس‌گرا است، معمولاً به همراهِ «خانم اُبرایان» (پیشخدمت شخصی کنتس گرانتهام)، برای سایر خدمهٔ قصر پاپوش و دردسر ایجاد می‌کنند و شخصیت‌هایی منفی دارند. توماس در نهایت، به دلیل دزدی گیر می‌افتد اما موفق می‌شود به عنوان دستیارِ پزشک، به ارتش بپیوندد. «متیو» هم سرانجام، به «مِری» دل می‌بندد؛ اما «مِری» دستِ رد به سینهٔ او می‌زند. کمی بعد، بانوی منزل، «کنتس گرانتهام»، باردار می‌شود. «خانم اُبرایان» که تصور می‌کند بزودی اخراج خواهد شد، از سرِ بدجنسی و انتقام، یک قالب صابون را زیر وانِ خانم کنتس قرار می‌دهد و همین موضوع سبب سقوط بانو و سقط جنین می‌شود. جنینی که بعداً مشخص می‌شود پسر بوده و می‌توانست وارثِ لرد گرانتهام باشد. فصل اول با انتشار خبرِ ترور آرشیدوک فرانتس فردیناند و آغاز جنگ جهانی اول به پایان می‌رسد.

### فصل دوم
فصل دوم سریال از هشت قسمت تشکیل شده‌است و ماجراهایش از نبرد سُم آغاز می‌شود و به همه‌گیری جهانی ۱۹۱۸ آنفلوآنزای اسپانیایی ختم می‌شود. بسیاری از مردان جوان شهر، به جنگ می‌روند و «دانتون ابی» به بیمارستانی برای افسران و درجه‌داران مجروح مبدل می‌شود. «متیو» با دختر دیگری قرار نامزدی می‌گذارد و عمارت دانتون ابی را به همراهِ «ویلیام میسون» پادوی منزل، به منظور شرکت در جنگ ترک می‌کند. «جان بیتس» به خاطر همسر سابقش مجبور به ترک عمارت می‌شود چرا که همسر سابق او ماجرایی محرمانه و ناخوشایند را می‌داند که تهدید می‌کند اگر بیتس آنجا را ترک نکند، آن را فاش خواهد کرد. کمی بعد، همسر سابق جان بیتس به طرز غیرمنتظره‌ای می‌میرد و از آنجایی که ماجرای مرگ او، به یک قتل شبیه است، جان بیتس دستگیر می‌شود. از طرفی دختر کوچک خانواده «لیدی سیبل» عاشقِ رانندهٔ خانواده «تام» می‌شود و سرانجام، با او ازدواج می‌کند. «ویلیام میسون» هم که به سختی مجروح شده‌است، به «دانتون ابی» انتقال یافته و در یکی از اتاق‌های آن می‌میرد؛ اما دقایقی پیش از مرگ، «دیزی» (دستیار آشپز)، طی وقایعی، مجبور به ازدواج رسمی با او می‌شود. اینک آنفلوآنزای اسپانیایی به عمارت دانتون ابی هم رسیده و موجب مرگِ نامزدِ «متیو» می‌گردد. توماس را به دلیل کمک‌های فراوانش در طولِ بیماریِ سایرِ خدمتکاران و خدمه، مجدداً استخدام می‌کنند. «مری» و «متیو» دوباره از لحاظ عاطفی به یکدیگر نزدیک می‌شوند و «جان بیتس» به اتهام قتل همسر سابقش به مرگ محکوم می‌شود.

### فصل سوم
در فصل سوم، «مری» و «متیو» ازدواج می‌کنند. «سیبل» و «تام» هم مجبور به بازگشت به «دانتون اَبی» می‌شوند چرا که «تام» متهم است، در به‌آتش کشیدن قصرِ یکی از اشراف ایرلند، مشارکت داشته‌است. مشاور مالی خانواده به «لرد گرانتهام» اطلاع می‌دهد که بیشتر ثروت آن‌ها و از جمله عمارتِ «دانتون اَبی» به دلیل یک سرمایه‌گذاریِ اشتباه (از جانب لرد گرانتهام) از دست خواهد رفت. در این حین، «متیو» خبردار می‌شود که ثروت هنگفتی از نامزد سابقش به ارث برده‌است، اما در آغاز، وجدانش قبول نمی‌کند که آن را بپذیرد. «لرد گرانتهام» هم حاضر نیست این پول را از «متیو» به عنوان هدیه قبول کند. در نهایت قرار بر آن می‌شود که «متیو» با این پول، بخشی از دارایی‌ها و املاک لرد را بخرد و بدین ترتیب با او شریک شود. در این هنگام، حادثه‌ای اسفناک رخ می‌دهد و «سیبل» کمی پس از زایمان، فوت می‌کند. «آنا» مدارکی دالِ بر بی‌گناهی «جان بیتس» پیدا می‌کند و بدین ترتیب او از زندان آزاد می‌شود. با پیشنهاد «لیدی وایولت» (مادربزرگ خانواده)، «تام» نمایندهٔ اجرایی املاک کرالی شده و در «دانتون اَبی» ماندگار می‌شود. در این فصل، رابطهٔ «توماس بارو» و «دوشیزه اُبرایان» شکرآب می‌شود. «دوشیزه اُبرایان» کاری می‌کند تا «توماس» تصور کند رفتارهای یکی از پادوهای جدیدِ منزل به نام «جیمی»، چراغ‌سبزی برای تمایلات جنسی اوست و او نیز همجنس‌گرا است. توماس یک شب وارد اتاق جیمی می‌شود و او را که در خواب است، می‌بوسد. «آلفرد»، یکی دیگر از پادوها، به‌طورِ اتفاقی وارد اتاق می‌شود و این صحنه را می‌بیند و جیمی هم، گیج و سراسیمه از خواب می‌پرد. در نهایت «لرد گرانتهام» مداخله می‌کند و قضیه را به طریقی حل و فصل می‌کند. کمی بعد، خانواده کرالی تصمیم می‌گیرند به اسکاتلند بروند و سری به «مارکیزِ فلینت‌شر» (خواهرزادهٔ «لیدی وایولت») و همسر او بزنند. «مِری» در ماه‌های پایانی بارداری خود است و هر لحظه ممکن است فارغ شود. «مارکیِ فلینت‌شر» به‌طور خصوصی به «لرد گرانتهام» می‌گوید که ورشکسته شده‌اند و بزودی باید قصر و املاک خود را بفروشند و اینجاست که «لرد گرانتهام» در می‌یابد که با دوراندیشی و تلاش «متیو» و «تام» در اداره املاک، «دانتون اَبی» از خطرِ ورشکستگی نجات یافته‌است. «مری»، پسری به دنیا می‌آورد که در آینده وارث «خاندان کرالی» خواهد بود و «متیو»، خوشحال و سرمست از تولد پسرشان، با سرعت به سمت قصر می‌راند که در مسیر، از جاده منحرف شده و طی این حادثهٔ رانندگی، کشته می‌شود.

### فصل چهارم
در فصل چهارم، «مری» عزادارِ «متیو» است. دست‌نوشته‌ای از «متیو» پیدا می‌شود که به نوعی یک وصیت‌نامه غیررسمی است و در آن «متیو» ذکر کرده‌است که تمام اختیارِ ثروت و املاکش را تا رسیدن پسرشان به سنِ قانونی، به همسرش «مِری» (و نه لرد گرانتهام) وامی‌گذارد. «مری» که اکنون مسئولیت بیشتری را بر دوش خود می‌بیند، در کنار «تام» عهده‌دار امور اجرایی و اقتصادی املاک شده و تدریجاً از سوگواری و ماتم خارج می‌شود. کم‌کم سروکلهٔ دو خواستگار جدید نیز برای «مری» پیدا می‌شود: «لرد گیلینگهام» و «چارلز بلیک». «ادیث» (دختر دوم خانواده) هم شیفتهٔ «مایکل گِرِگسون» سردبیر روزنامه‌ای می‌شود که برای آن مقاله می‌نویسد؛ اما مشکل آنجاست که این مرد متأهل است و همسر او مبتلا به بیماری جنون بوده و در یک مرکز درمانی بستری است و مطابق قانون انگلستان، هیچ مردِ بریتانیایی، مجاز به طلاقِ همسرِ خود، به‌دلیلِ بیماری جنون نیست. «مایکل گِرِگسون» تصمیم می‌گیرد، تابعیتِ کشور آلمان را بپذیرد تا بلکه بتواند با استناد به آلمانی شدنش، همسرش را طلاق دهد. در این حین «ادیث» درمی یابد که باردار شده‌است و «مایکل گِرِگسون» هم که به آلمان رفته بود، ناپدید می‌شود. کمی بعد و با پیگیری‌های فراوان، «ادیث» خبردار می‌شود که «مایکل گِرِگسون» در جریانِ شورش‌های خیابانیِ ناشی از کودتای مونیخ (کودتای آبجوفروشی) توسط «لباس خاکی‌ها» کشته شده‌است. «ادیث» فرزند خود را که یک دختر است و «مِریگولد» نامیده می‌شود، در کشوری دیگر به دنیا می‌آورد و آن را به یک کشاورز محلی در املاک پدرش می‌دهد تا از او سرپرستی کند، اما وجدانش ناراحت است و درصدد است کودک را پس بگیرد. در بخش دیگری از ماجرا، «آنا»، به‌عنف، مورد تجاوزِ «آقای گرین» (پیشخدمت مخصوص لرد گیلینگهام) واقع می‌شود. «جان بیتس» کمی بعد از این موضوع باخبر شده و آقای گرین به طرز مشکوکی در یک حادثه رانندگی در لندن کشته می‌شود. معلم دهکده «دوشیزه بانتینگ» روابط عاطفی نزدیکی با «تام» پیدا می‌کند. «لرد گرانتهام» به‌شدت، از این معلم که افکار انقلابی دارد و زنی رک‌گو و بی‌پرواست، منزجر است. مردی به نام «سایمون بریکر» که یک متخصص تاریخِ هنر است، شیفتهٔ «کُرا» (همسر لرد گرانتهام) می‌شود و حسادت «لرد گرانتهام» را برمی‌انگیزد. به اصرارِ «خانم پتمور»، دستیارش «دیزی» تحت آموزش‌های «دوشیزه بانتینگ» قرار گرفته و از او ریاضیات می‌آموزد. «خانم بَکستر» با شرح علتِ دزدی‌اش در گذشته، مورد بخششِ بانوی منزل واقع می‌شود و «مِری» در لندن، پس از گذراندن یک هفته با «لرد گیلینگهام» در یک هتل و هم‌آغوشی با او، درمی‌یابد که واقعاً عاشقِ او نیست.

### فصل پنجم
در فصل پنجم، یک شاهزادهٔ روسی به نام «پرنس کوراگین» که پس از انقلاب روسیه، آواره شده و به انگلستان پناهنده شده‌است، سری به «دانتون اَبی» می‌زند و معلوم می‌شود که سال‌ها قبل، با «کنتس وایولت» (مادربزرگ خانواده) روابط عاشقانه‌ای داشته‌اند. «کنتس» وایولت تلاش می‌کند اثری از همسر مفقودشدهٔ او (که پس از انقلاب، فراری و آواره شده‌است) بیابد. اسکاتلندیارد و پلیس محلی هم درتلاش هستند تا معمای قتل «آقای گرین» را حل کنند. «کنتس وایولت» از رازِ «ادیث» خبردار می‌شود. «خانم درو» کم‌کم به علاقهٔ عجیب «ادیث» به «مِریگولد» حساس شده و از پذیرفتن او در منزلش و دیدارِ «ادیث» با کودک، طفره می‌رود. «چارلز بلیک» سعی می‌کند تا «لرد گیلینگهام» را با نامزد سابقش آشتی دهد. (تا شاید به این ترتیب خودش به مِری برسد) «ادیث» خبری قطعی از مرگ «مایکل» دریافت می‌کند و وارث «شرکت چاپ و نشر» او می‌شود و پس از پس گرفتن دختر خردسالش از خانواده درو، «دانتون اَبی» را ترک می‌کند. آقای بریکر سرانجام نشان می‌دهد که هدفش از این‌همه تعریف و تمجید از «کُرا» چه بوده و «لرد گرانتهام» پس از درگیری فیزیکی با او، وی را از «دانتون اَبی» بیرون می‌کند و شکافی عاطفی مابین «لرد گرانتهام» و همسرش شکل می‌گیرد. «آقای کارسون»، تحت‌تأثیرِ سرمایه‌گذاریِ «خانم پتمور» در املاک قرار گرفته و پس‌انداز خودش را همچون او، سرمایه‌گذاری می‌کند و از «خانم هیوز» هم می‌خواهد در این کار، به او ملحق شود؛ اما «خانم هیوز» کمی بعد به او اعتراف می‌کند که هیچ پس‌اندازی ندارد و در تمام این سال‌ها، درآمدش را، صرفِ نگهداری و درمانِ خواهرزادهٔ معلولش کرده‌است. «رُز» و «اتیکوس آلدریج» (فرزند لرد و لیدی سیندربی) نامزد می‌کنند. «لرد مِرتون» از «ایزابل کرالی» خواستگاری می‌کند اما پسران «لرد مرتون»، در سر میزِ شام، رفتاری از خود بروز می‌دهند که «خانم کرالی» از پاسخ مثبت خود پشیمان می‌شود. علی‌رغم تمهیدات و نقشه‌های مخفیانهٔ مادرش، «لیدی فلینت‌شر»، «رُز» با «اتیکوس آلدریج» در لندن ازدواج می‌کنند. «بازپرس واینر»، «آنا» را به اتهام قتل دستگیر می‌کند. همسرش «جان بیتس»، اعتراف‌نامه‌ای دروغین می‌نویسد و به قتل «آقای گرین» اقرار می‌کند و برای متقاعد کردن پلیس، متواری می‌شود. «بَکستر» و «آقای مولسلی» صاحب یک مشروب‌فروشی را پیدا می‌کنند که تأیید می‌کند «جان بیتس» در زمان وقوع قتل، در مغازهٔ او بوده‌است. «آنا» هم کمی بعد آزاد می‌شود، چرا که شاهد قتل، مطمئن نیست که او را دیده باشد. «کُرا» سرانجام می‌فهمد که آن دختربچه، فرزند واقعی «ادیث» است و بر آن می‌شود تا این‌دو را به «دانتون اَبی» بازگرداند؛ بنابراین یک داستان از خودشان سرهم‌بندی می‌کنند که اینطور به نظر برسد «ادیث»، سرپرستی دختر کوچک «خانواده درو» (کشاورز محلی) را به عهده گرفته‌است. کمی بعد، «لرد گرانتهام» و «تام» هم از این راز خبردار می‌شوند و تنها کسی که از ماجرا بی‌خبر است، «مِری» است. یک یادمان جنگ، در شهر برپا می‌شود و سنگی مجزا را به خواهرزادهٔ «خانم پتمور» (که به دلیل ترس و فرار از جبهه، تیرباران شده بود) اختصاص می‌دهند. «لرد و لیدی سیندربی»، از خانواده گرانتهام دعوت می‌کنند تا به قصر آن‌ها رفته و با هم، سیاه‌خروس (باقرقره) شکار کنند. «رُز» و «خانوادهٔ گرانتهام» با کمک هم، از بروز واقعه‌ای جلوگیری می‌کنند که می‌توانست برای «لرد سیندربی» فاجعه‌آمیز باشد و بدین ترتیب، مراتب قدردانی و اعتمادِ وی را به دست می‌آورند. با پیشنهاد «توماس»، یک پادوی جدید به نام «اَندی» در «دانتون اَبی» استخدام می‌شود. جشنی در «دانتون اَبی» به مناسبت کریسمس برگزار می‌گردد و همگی در آن شرکت می‌کنند. «تام برنسون» تصمیم می‌گیرد به آمریکا برود و برای یکی از عموزاده‌هایش کار کند و دخترش «سیبل» را نیز با خود می‌برد. «آقای کارسون» و «خانم هیوز» با یکدیگر نامزد می‌کنند.

### فصل ششم
در فصل ششم، باز هم تغییرات دیگری در «دانتون اَبی» در جریان است. طبقهٔ متوسطِ جامعه در حال رشد است و اشرافِ ورشکسته، مجبورند تا املاک خود را بفروشند. به همین دلیل، صاحبان «دانتون اَبی» می‌بایست برای تضمینِ آیندهٔ خود، چاره‌ای بیندیشند. تعدیل نیروی کار، سبب می‌شود تا «بارو» به فکر پیدا کردنِ کار دیگری بیفتد. «لیدی مِری» که موفق به عقیم‌گذاشتن یک توطئهٔ اخاذی می‌شود، به عنوان کارگزار و نمایندهٔ «دانتون اَبی» انتخاب می‌شود. «ادیث» خود را بیشتر از قبل، درگیرِ کارهای روزنامه‌نگاری‌اش می‌کند و با یک سنت‌شکنی، یک «سرویراستار زن» را استخدام می‌کند. «لیدی وایولت» و «ایزابل» هم به‌دنبال تصمیم دولت برای دراختیار گرفتن بیمارستان محلی‌شان، با هم درگیر می‌شوند.
در این هنگام، «آنا» که به‌طور رسمی از اتهامِ قتلِ «آقای گرین» تبرئه شده‌است، دچار سقط‌های مکرر می‌شود. یک متخصص زنان، با تشخیص درستِ مشکل او، وی را تحت درمان قرار می‌دهد و «آنا» دوباره باردار می‌شود. مراسم عروسی «آقای کارسون» و «خانم هیوز» در یک مدرسه محلی برگزار می‌شود و در حین برگزاری آن، «تام برنسون» و دختر کوچکش «سیبل» از راه می‌رسند و «تام» اعلام می‌کند برای همیشه در «دانتون اَبی» خواهند ماند. همدست سابق «خانم بکستر» در یک ماجرای دزدی، به دام پلیس می‌افتد و از «خانم بکستر» می‌خواهند تا به‌عنوان شاهد، در دادگاه شهادت دهد. «خانم درو» (کشاورز محلی) حاضر نیست از «مِریگلد» دست بکشد و این موضوع، اتفاقاتی را دربردارد. به‌همین سبب و در نهایت، این خانواده وادار می‌شوند تا از مزرعه‌شان بروند و آن منطقه را ترک کنند. «دِیزی» (پیشخدمت) از «لرد گرانتهام» می‌خواهد تا این مزرعه را به پدر شوهرش، «آقای میسون» واگذار کند. «اندی» (پادوی جدید) می‌خواهد به «آقای میسون» در سروسامان دادنِ امور مزرعه یاری رساند، اما بی‌سوادی‌اش مانع انجام این کار است. «بارو» به «اندی» پیشنهاد می‌کند تا به او خواندن بیاموزد.
«لرد گرانتهام» دچار یک عارضهٔ خطرناک شده و تا پای مرگ می‌رود و وضعیت حاد سلامتی‌اش، باعث می‌شود تا «تام» و «مری»، امورِ «دانتون اَبی» را در دست بگیرند. «آملیا»، نامزدِ «لَری مِرتون» تلاش می‌کند تا «لرد مِرتون» و «ایزابل» نامزدی‌شان را از سر بگیرند. «لیدی وایولت» به‌درستی از نیتِ پنهانی «آملیا» باخبر می‌شود و درمی‌یابد که هدف او از این تلاش، آن است که «ایزابل» وظیفهٔ نگهداری و پرستاری «لرد مرتون» را به‌عهده بگیرد. «دِیزی» و «آقای موزلی» هر دو، با نمرات بالا در امتحانات علمی خود قبول می‌شود. عملکرد «آقای موزلی» آنچنان خوب بوده که از او می‌خواهند به عنوان معلمِ مدرسهٔ دهکده، مشغول به کار شود. «مری» رابطه‌اش را با «هنری تالبوت» پایان می‌دهد چرا که دیگر تحملش را ندارد تا او را هم در یک سانحهٔ رانندگی از دست بدهد. «برتی پلهام» به «ادیث» پیشنهاد ازدواج می‌دهد، اما «ادیث» در پذیرش این پیشنهاد، به‌خاطرِ «مِریگلد»، دچار تردید است. «لیدی وایولت» که از برکناری‌اش از سِمَت ریاست بیمارستان دلخور است، تصمیم می‌گیرد به منظور بازیابیِ آرامش و تعادل فکری خود، دست به یک سفرِ دور و دراز بزند.
با مرگ ناگهانی پسرعمویش، «برتی پلهام» به‌طور غیرمنتظره‌ای، لقب اشرافیِ او را به ارث می‌برد و «مارکی» می‌شود، اما «مری» بی‌رحمانه، رازِ پنهانِ «ادیث» را برملا می‌کند و «برتی پلهام» که دلخور شده، پا پس می‌کشد. تام با «مری» بابت این کینه‌توزی و همچنین احساس واقعی‌اش دربارهٔ «هنری تالبوت» برخورد تندی می‌کند. «بارو» که محزون و دلسرد شده، دست به خودکشی می‌زند و «خانم بکستر» او را از مرگ حتمی نجات می‌دهد. این واقعه باعث می‌شود تا «آقای کارسون» و «لرد گرانتهام» در اخراجِ «بارو» تجدید نظر کنند. «مری» و «هنری تالبوت» دوباره به هم نزدیک می‌شوند و سرانجام ازدواج می‌کنند. «مری» از خواهرش «ادیث» عذرخواهی می‌کند و این‌دو دوباره با هم آشتی می‌کنند. کسب و کار «خانم پتمور» در مُتل کوچکش، به خاطر یک تهمت و رسواییِ ناخواسته، دچار رکود می‌شود؛ اما خانوادهٔ کرالی، همگی به مُتل او می‌روند و با اینکارشان، او را حمایت و پشتیبانی می‌کنند.. «مِری» مخفیانه ترتیبی می‌دهد تا «برتی پلهام» با «ادیث» ملاقاتی مجدد داشته باشد و در این ملاقات، «برتی پلهام» دوباره از «ادیث» خواستگاری می‌کند و او هم قبول می‌کند. مادر «برتی پلهام» در آغاز با این وصلت مخالف است اما با دیدن صداقتِ «ادیث» نرم می‌شود و رضایت می‌دهد. «بارو» یک شغلِ دیگرِ پیشخدمتی پیدا می‌کند و با شرایط مناسبی، «دانتون اَبی» را ترک می‌کند، اما از شغل جدیدش راضی نیست.
«لرد مرتون» دچار کم‌خونی بدخیم می‌شود. «آملیا» اجازه نمی‌دهد که «ایزابل» او را ببیند. «لیدی وایولت» و «ایزابل» با هم به منزل «لرد مرتون» می‌روند و در آنجا «ایزابل» اعلام می‌کند که با «لرد مرتون» ازدواج کرده و از او مراقبت خواهد کرد. کمی بعد مشخص می‌شود که بیماری کم‌خونی «لرد مرتون» از نوع کشنده نبوده‌است. «سِر رابرت» از غیب‌های مکرر «کُرا» (همسر لرد گرانتهام) به عنوان ریاست بیمارستان بسیار ناراضی است؛ اما در انتها، درایت او را در مدیریت، تحسین می‌کند. «هنری تالبوت» و «تام» با هم داد و ستدی را راه‌اندازی کرده و به فروش اتومبیل مشغول می‌شوند. «مری» رسماً اعلام می‌کند که باردار است. «آقای موزلی» به‌طور دائمی، معلمِ مدرسه می‌شود و به «خانم بکستر» قول می‌دهد تا مکرراً با هم دیدار داشته باشند. «دِیزی» سرانجام متوجه می‌شود که «اَندی» می‌تواند همسر مناسبی برای او باشد و تصمیم می‌گیرد به مزرعهٔ پدرشوهرش برود و در آنجا ماندگار شود. «آقای کارسون» دیگر از لحاظ جسمی قادر نیست وظایف خود را به‌خوبی انجام دهد. «لرد گرانتهام» پیشنهاد می‌کند «بارو» برگردد و کارهای او را انجام دهد، اما «آقای کارسون» هم کارها را سرپرستی و نظارت کند. «برتی پلهام» و «ادیث» در شب سال نو با هم ازدواج می‌کنند. «لیدی رُز» و «اتیکوس» هم برای جشنِ عروسی بازمی‌گردند. دردهای زایمانی «آنا» هنگام پذیرایی، شروع شده و در پایان، او و «آقای بیتز»، صاحب پسری می‌شوند.

## فهرست بازیگران

### بازیگران اصلی و ثابت

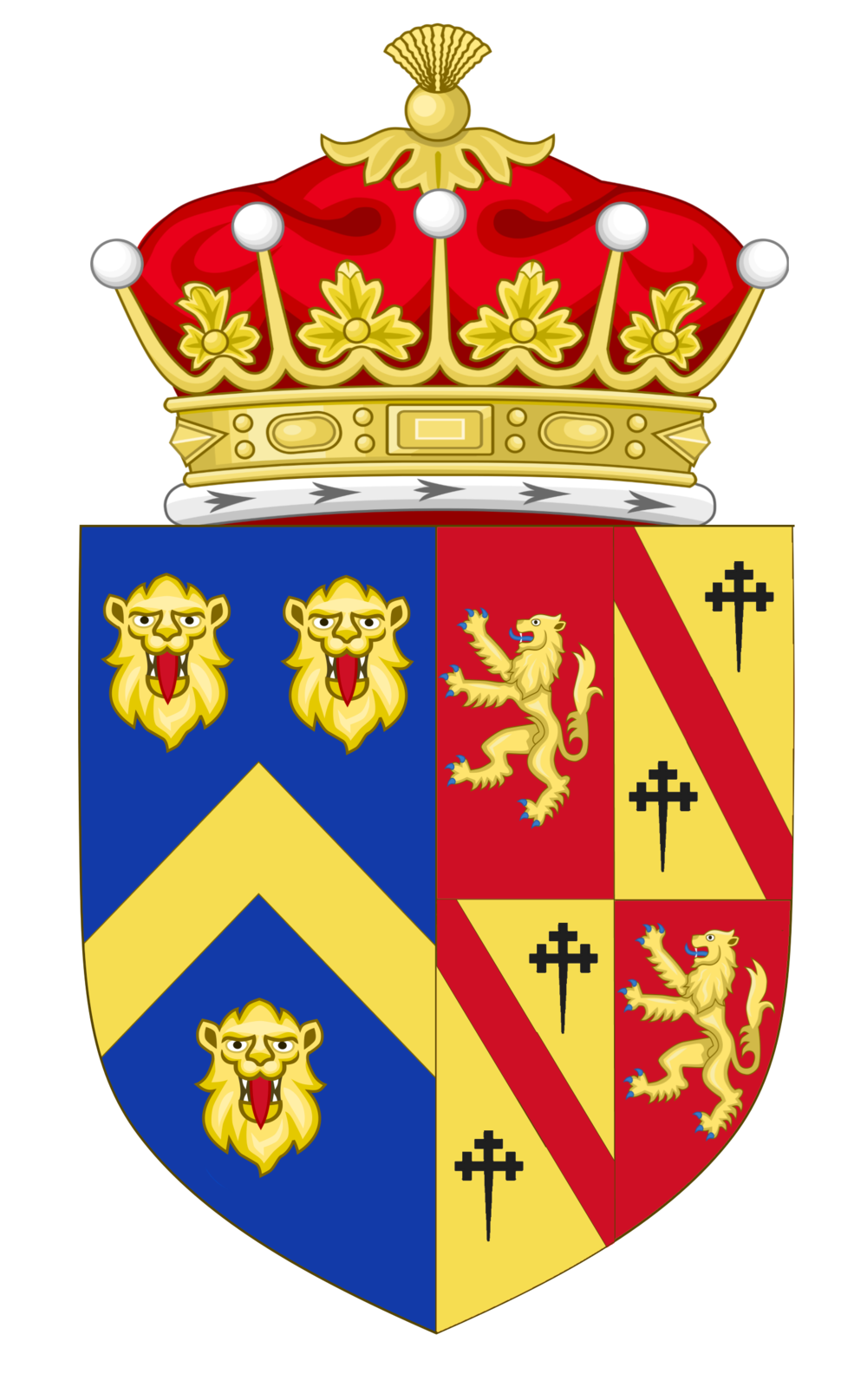
نشان ساختگی «ارل گرانتهام». این نشان، الهام‌گرفته‌شده از ترکیبی از نشان‌های ارل کارناوارون، مولینو و خاندان هاوارد است.

نقشِ «رابرت کرالی»، هفتمین ارلِ گرانتهام را هیو بونه‌ویل بازی می‌کند. او را در سریال «لرد گرانتهام» خطاب می‌کنند و اربابِ املاک و اراضیِ ناحیهٔ گرانتهام است. نقشِ همسر او «کُرا کرالی، کنتس گرانتهام» را، الیزابت مک‌گاورن ایفا می‌کند. سه دخترِ این خانواده به ترتیبِ سن، «لیدی مِری کرالی»، «لیدی ادیث کرالی» و «لیدی سیبل کرالی» هستند که نقش‌هایشان به ترتیب توسط میشل داکری، لورا کارمایکل و جسیکا براون فیندلی ایفا می‌شود. ایفای نقشِ «وایولت، داوجر کنتس گرانتهام»، مادرِ رابرت کرالی را مگی اسمیت به‌عهده دارد که از هنرپیشگان قدیمی و برجسته تئاتر و سینما در انگلستان است. دن استیونز در این سریال، عهده‌دارِ ایفایِ نقشِ «متیو کرالی» است و پنلوپه ویلتون در نقشِ مادرش «ایزابل کرالی» ظاهر می‌شود. آلن لیچ را با هنرنمایی در نقش «تام برنسون» در سریال می‌بینیم که ابتدا رانندهٔ خانواده است اما تدریجاً، عاشق دختر کوچک خانواده «لیدی سیبل» می‌شود، با او ازدواج می‌کند و بعدها یکی از مسئولان اجرایی املاکِ کرالی می‌شود. از فصل سوم مجموعه، لیلی جیمز با نقش «لیدی رُز مک‌کلیر» وارد داستان می‌شود که به دلیل بروز اختلافات خانوادگی با مادرش، به نزد خانواده کرالی می‌آید تا با آن‌ها زندگی کند. دیوید راب را در نقش «دکتر ریچارد کلارکسون» می‌بینیم که یک پزشک محلی و در عینِ حال پزشکِ خانوادگیِ خاندان کرالی است. از فصل چهارم مجموعه، با سه خواستگار «لیدی مری کرالی» مواجه هستیم: «لرد گیلینگهام» (با بازی تام کالن)، «چارلز بلیک» (با بازی جولین اوندن) و «هنری تالبوت» (با بازی متیو گود)
جیم کارتر هنرپیشهٔ قدیمی سینما، در نقش سرپیشخدمتِ کل و رئیس خدمهٔ «دانتون ابی»، «آقای کارسون» هنرنمایی می‌کند و نقش «خانم هیوز» (رئیس خدمتکاران زن) را فیلیس لوگان بازی می‌کند. هنگامی که «آقای بارو»، مُلازم و پادوی منزل، (با بازی راب جیمز-کولیر) و «دوشیزه اُبراین» مستخدمهٔ شخصیِ کنتس گرانهام تا فصل سوم سریال، (با بازی شیوون فینران) توطئه‌ای علیه «آقای بیتس» مستخدمِ شخصیِ لرد گرانهام (با بازی برندن کویل) و محبوب و همسر آینده‌اش «آنا» (با بازی جوآن فروگات) می‌چینند، تنش‌ها بالا می‌گیرد. کوین دویل در نقش «آقای مولسلی»، مستخدمِ شخصیِ «متیو کرالی» و توماس هاوس در نقش «ویلیام میسون» پادوی دوم منزل ظاهر می‌شوند. مت میلن در فصل سوم و چهارم سریال در نقش «آلفرد نوجنت»، خواهرزادهٔ «دوشیزه اُبراین» و پادوی دست‌وپا چلفتی و جدیدِ منزل، وارد داستان می‌شود و راکل کسیدی همان «بکستر»، مستخدمهٔ شخصیِ کنتس گرانهام است که به‌جای «دوشیزه اُبراین» استخدام می‌شود. در آشپزخانهٔ عمارت، لزلی نیکل در نقش «خانم پتمور» (سرآشپز) هنرنمایی می‌کند و سوفی مک‌شرا ایفاگر نقشِ «دِیزی» است؛ پیشخدمتی که مسئول شستشوی ظروف است و دقایقی پیش از مرگِ «ویلیام میسون»، با او ازدواج کرد و بعدها دستیارِ سرآشپز شد. رز لزلی همان پیشخدمتی است که در فصل اول تلاش می‌کرد ماشین‌نویسی یاد بگیرد و منشی شود و نامش «گوئن داسون» بود. ایمی ناتال نقشِ «اثل پارکز» را ایفا کرد، همان خدمتکاری که در فصول دوم و سوم، در آشپزخانه کار می‌کرد و بنا به دلایلی اخراج شد و از فصل سوم و چهارم، «آیوی استوارت» (با بازی کارا تئوبولد) جای او را گرفت. اد اسپیلرز نقش «جیز کنت» را بازی می‌کند که مُلازم و پادویی بی‌پروا و خوش‌تیپ است. در فصل‌های پنجم و ششم مایکل سی. فاکس ایفاگر نقش «اندی پارکر» است که جایگزین جیمز شده‌است. در فصل‌های چهارم، پنجم و ششم اندرو اسکاربرو، ایفاگرِ نقش «تیم دروئی» است که کشاورزی است که به لیدی ادیث کرالی کمک می‌کند تا راز خود را مخفی نگه دارد.
| جدول بازیگران و شخصیت‌ها | جدول بازیگران و شخصیت‌ها                 | جدول بازیگران و شخصیت‌ها | جدول بازیگران و شخصیت‌ها | جدول بازیگران و شخصیت‌ها | جدول بازیگران و شخصیت‌ها | جدول بازیگران و شخصیت‌ها | جدول بازیگران و شخصیت‌ها |      |
| بازیگر                  | نقش                                     | فصل‌ها                   | فصل‌ها                   | فصل‌ها                   | فصل‌ها                   | فصل‌ها                   | فصل‌ها                   |      |
| بازیگر                  | نقش                                     | ۱                       | ۲                       | ۳                       | ۴                       | ۵                       | ۶                       |      |
| نقش‌های اصلی و ثابت      | نقش‌های اصلی و ثابت                      | نقش‌های اصلی و ثابت      | نقش‌های اصلی و ثابت      | نقش‌های اصلی و ثابت      | نقش‌های اصلی و ثابت      | نقش‌های اصلی و ثابت      | نقش‌های اصلی و ثابت      |      |
| ----------------------- | --------------------------------------- | ----------------------- | ----------------------- | ----------------------- | ----------------------- | ----------------------- | ----------------------- | ---- |
| هیو بونه‌ویل             | رابرت کرالی                             | ثابت                    | ثابت                    | ثابت                    | ثابت                    | ثابت                    | ثابت                    |      |
| جسیکا براون فیندلی      | لیدی سیبل کرالی †                       | ثابت                    | ثابت                    | ثابت                    |                         |                         |                         |      |
| لورا کارمایکل           | لیدی ادیث کرالی                         | ثابت                    | ثابت                    | ثابت                    | ثابت                    | ثابت                    | ثابت                    |      |
| جیم کارتر               | چارلی کارسون                            | ثابت                    | ثابت                    | ثابت                    | ثابت                    | ثابت                    | ثابت                    |      |
| راکل کسیدی              | فیلیس بَکستر                             |                         |                         |                         | دوره‌ای                  | ثابت                    | ثابت                    |      |
| برندن کویل              | جان بیتس                                | ثابت                    | ثابت                    | ثابت                    | ثابت                    | ثابت                    | ثابت                    |      |
| تام کالن                | آنتونی فویل، لرد گیلینگهام              |                         |                         |                         | دوره‌ای                  | ثابت                    |                         |      |
| میشل داکری              | لیدی مری کرالی                          | ثابت                    | ثابت                    | ثابت                    | ثابت                    | ثابت                    | ثابت                    |      |
| کوین دویل               | جوزف موزلی                              | دوره‌ای                  | دوره‌ای                  | ثابت                    | ثابت                    | ثابت                    | ثابت                    |      |
| شیوون فینران            | سارا اوبرایان                           | ثابت                    | ثابت                    | ثابت                    | بدلکار                  |                         |                         |      |
| مایکل سی. فاکس          | اندرو «اندی» پارکر                      |                         |                         |                         |                         | دوره‌ای                  | ثابت                    |      |
| متیو گود                | هنری تالبوت                             |                         |                         |                         |                         | بازیگر میهمان           | ثابت                    |      |
| جوآن فروگات             | انا بیتس                                | ثابت                    | ثابت                    | ثابت                    | ثابت                    | ثابت                    | ثابت                    |      |
| توماس هاوس              | ویلیام میسون †                          | ثابت                    | ثابت                    |                         |                         |                         |                         |      |
| لیلی جیمز               | لیدی رز                                 |                         |                         | دوره‌ای                  | ثابت                    | ثابت                    |                         |      |
| راب جیمز-کولیر          | توماس بارو                              | ثابت                    | ثابت                    | ثابت                    | ثابت                    | ثابت                    | ثابت                    |      |
| آلن لیچ                 | تام برندسون                             | دوره‌ای                  | دوره‌ای                  | ثابت                    | ثابت                    | ثابت                    | دوره‌ای                  |      |
| رز لزلی                 | داوسون                                  | ثابت                    |                         |                         |                         |                         | بازیگر میهمان           |      |
| فیلیس لوگان             | الیس هیوز                               | ثابت                    | ثابت                    | ثابت                    | ثابت                    | ثابت                    | ثابت                    |      |
| الیزابت مک‌گاورن         | کنتس کُرا کرالی                          | ثابت                    | ثابت                    | ثابت                    | ثابت                    | ثابت                    | ثابت                    |      |
| سوفی مک‌شرا              | دیزی میسون                              | ثابت                    | ثابت                    | ثابت                    | ثابت                    | ثابت                    | ثابت                    |      |
| مت میلن                 | آلفرد                                   |                         |                         | ثابت                    | ثابت                    |                         |                         |      |
| لزلی نیکل               | بریل پاتمور                             | ثابت                    | ثابت                    | ثابت                    | ثابت                    | ثابت                    | ثابت                    |      |
| ایمی ناتال              | اتل پارکز                               |                         | ثابت                    | ثابت                    |                         |                         |                         |      |
| جولین اوندن             | چارلز بریک                              |                         |                         |                         | دوره‌ای                  | ثابت                    |                         |      |
| دیوید راب               | دکتر ریچارد کلارکسون                    | دوره‌ای                  | دوره‌ای                  | دوره‌ای                  | ثابت                    | ثابت                    | ثابت                    | ثابت |
| مگی اسمیت               | کُنتس وایولت گرانتهام (مادربزرگ خانواده) | ثابت                    | ثابت                    | ثابت                    | ثابت                    | ثابت                    | ثابت                    |      |
| اد اسپیلرز              | جیمی                                    |                         |                         | ثابت                    | ثابت                    | ثابت                    |                         |      |
| دن استیونز              | متیو کرالی †                            | ثابت                    | ثابت                    | ثابت                    |                         |                         |                         |      |
| کارا تئوبولد            | ایوی                                    |                         |                         | دوره‌ای                  | ثابت                    |                         |                         |      |
| پنلوپه ویلتون           | ایزابل کرالی                            | ثابت                    | ثابت                    | ثابت                    | ثابت                    | ثابت                    | ثابت                    |      |

### بازیگران دوره‌ای و گاه‌به‌گاه
| جدول بازیگران و شخصیت‌ها | جدول بازیگران و شخصیت‌ها                     | جدول بازیگران و شخصیت‌ها | جدول بازیگران و شخصیت‌ها | جدول بازیگران و شخصیت‌ها | جدول بازیگران و شخصیت‌ها | جدول بازیگران و شخصیت‌ها | جدول بازیگران و شخصیت‌ها |
| بازیگر                  | نقش                                         | فصل‌ها                   | فصل‌ها                   | فصل‌ها                   | فصل‌ها                   | فصل‌ها                   | فصل‌ها                   |
| بازیگر                  | نقش                                         | ۱                       | ۲                       | ۳                       | ۴                       | ۵                       | ۶                       |
| ----------------------- | ------------------------------------------- | ----------------------- | ----------------------- | ----------------------- | ----------------------- | ----------------------- | ----------------------- |
| اندرو الکساندر          | سِر جان بالِک                                 |                         |                         |                         | دوره‌ای                  |                         |                         |
| مت باربر                | والامقام ایفرام اَتیکوس آلدریج               |                         |                         |                         |                         | دوره‌ای                  |                         |
| رابرت بثرست             | سِر آنتونی استرالان                          | دوره‌ای                  | بازیگر میهمان           | دوره‌ای                  |                         |                         |                         |
| آنتونیا برناث           | لورا ادموندز                                |                         |                         |                         |                         |                         | دوره‌ای                  |
| سامانتا باند            | لیدی رزاموند پینزویک (پیش از ازدواج: کرالی) | بازیگر میهمان           | دوره‌ای                  | بازیگر میهمان           | دوره‌ای                  | دوره‌ای                  | دوره‌ای                  |
| زوئی بویل               | لاوینیا سوایر †                             |                         | دوره‌ای                  |                         |                         |                         |                         |
| پاتریک بـِره‌نان          | آقای دِیوز                                   |                         |                         |                         |                         |                         | دوره‌ای                  |
| می‌آنا بورینگ            | ادنا بریث‌ویت                                |                         |                         | بازیگر میهمان           | دوره‌ای                  |                         |                         |
| کِلیر کَلبریث             | جین مورسام                                  |                         | دوره‌ای                  |                         |                         |                         |                         |
| گری کار                 | جک راس                                      |                         |                         |                         | دوره‌ای                  |                         |                         |
| مایکل کاک‌رِن             | پدر روحانی آلبرت تِرَویس                      |                         | دوره‌ای                  | دوره‌ای                  |                         |                         | بازیگر میهمان           |
| پل کاپلی                | آقای مِیسون                                  |                         | دوره‌ای                  | بازیگر میهمان           | بازیگر میهمان           | دوره‌ای                  | دوره‌ای                  |
| جاناتان کوی             | جرج موری                                    | بازیگر میهمان           | بازیگر میهمان           | دوره‌ای                  |                         | بازیگر میهمان           |                         |
| مایکل کالکین            | اسقف اعظم یورک                              |                         |                         | دوره‌ای                  |                         |                         |                         |
| جوانا دیوید             | دوشسِ یئوویل                                 |                         |                         |                         | دوره‌ای                  |                         |                         |
| پنی داونی               | ریچل آلدریج، لیدی سیندربی                   |                         |                         |                         |                         | دوره‌ای                  |                         |
| ماریا دویل کندی         | ورا بیتس †                                  |                         | دوره‌ای                  |                         |                         |                         |                         |
| سباستین دان             | چارلی راجرز                                 |                         |                         |                         |                         | بازیگر میهمان           | دوره‌ای                  |
| چارلز ادواردز           | مایکل گِرگسون †                              |                         |                         | دوره‌ای                  | دوره‌ای                  |                         |                         |
| پیتر ایگن               | هیو "شریمپی" مک‌کلیر، مارکیِ فلینت‌شر          |                         |                         | بازیگر میهمان           |                         | دوره‌ای                  |                         |
| جانسی اِلمور             | جان پگ                                      | Does not appear         | Does not appear         | Does not appear         | دوره‌ای                  | Does not appear         | Does not appear         |
| جیسون فرنیوال           | کِـرِگ                                        | Does not appear         | Does not appear         | دوره‌ای                  | Does not appear         | Does not appear         | Does not appear         |
| کارل هِـینس              | دنت                                         | Does not appear         | Does not appear         | دوره‌ای                  | Does not appear         | Does not appear         | Does not appear         |
| جیک راولی               | پاپاراتزی                                   | Does not appear         | Does not appear         | Does not appear         | Does not appear         | Does not appear         | دوره‌ای                  |
| اوسیل شارپ              | دوشیزه رید                                  | Does not appear         | Does not appear         | دوره‌ای                  | Does not appear         | Does not appear         | Does not appear         |
| هلن شیلز                | خانم ویگن، مسئول پستخانه                    | دوره‌ای                  | Does not appear         | Does not appear         | میهمان                  | دوره‌ای                  | Does not appear         |
| گد سیمونس               | ترنر                                        | Does not appear         | Does not appear         | دوره‌ای                  | Does not appear         | Does not appear         | Does not appear         |
| هایلی جین استندینگ      | لوسی                                        | Does not appear         | Does not appear         | Does not appear         | Does not appear         | Does not appear         | دوره‌ای                  |
| ویکتوریا اِمسلی          | آدری                                        |                         |                         |                         |                         |                         | دوره‌ای                  |
| جیمز فوکنر              | دانیل آلدریج، لرد سیندربی                   |                         |                         |                         |                         | دوره‌ای                  |                         |
| برنارد گَلَـهِر            | ویلیام "بیل" مولسلی                         | بازیگر میهمان           |                         | بازیگر میهمان           | دوره‌ای                  |                         |                         |
| ایان گلن                | سر ریچارد کارلایل (از مورنینگ‌ساید)          |                         | دوره‌ای                  |                         |                         |                         |                         |
| ریچارد ای گرانت         | سایمون بریکر                                |                         |                         |                         |                         | دوره‌ای                  |                         |
| لایونل گایت             | تیلور                                       | دوره‌ای                  |                         |                         |                         |                         |                         |
| هری هدن-پیتن            | هربرت "برتی" پلهام                          |                         |                         |                         |                         | بازیگر میهمان           | دوره‌ای                  |
| نایجل هارمن             | اَلکس گرین †                                 |                         |                         |                         | دوره‌ای                  |                         |                         |
| نیکی هنسون              | چارلز گریگ                                  | بازیگر میهمان           |                         |                         | دوره‌ای                  |                         |                         |
| لوئیز هیلی‌یر            | بازرس واینر                                 |                         |                         |                         |                         | دوره‌ای                  |                         |
| سو جانستون              | گلیدیس دنکر                                 |                         |                         |                         |                         | دوره‌ای                  | دوره‌ای                  |
| پاتریک کندی             | ترنس سمپسون                                 |                         |                         |                         | دوره‌ای                  |                         |                         |
| دِیزی لوئیس              | سارا بانتینگ                                |                         |                         |                         | دوره‌ای                  | دوره‌ای                  |                         |
| کریستین لُر              | مِی برد                                      | بازیگر میهمان           | بازیگر میهمان           | دوره‌ای                  |                         |                         |                         |
| اِما لوندِس               | مارجی درو                                   |                         |                         |                         |                         | دوره‌ای                  | بازیگر میهمان           |
| کل مک‌آنینچ              | هنری لنگ                                    | Does not appear         | دوره‌ای                  | Does not appear         | Does not appear         | Does not appear         | Does not appear         |
| کریستین مک‌کی            | دافنه براینت                                |                         | دوره‌ای                  | دوره‌ای                  |                         |                         |                         |
| شرلی مک‌لین              | مارتا لِوینسون                               |                         |                         | دوره‌ای                  | بازیگر میهمان           |                         |                         |
| کوین مک‌نالی             | هورس براینت                                 |                         | دوره‌ای                  | بازیگر میهمان           |                         |                         |                         |
| برندن پاتریکس           | والامقام اِولین نِی‌پیر                        | دوره‌ای                  |                         |                         | دوره‌ای                  |                         | بازیگر میهمان           |
| مارک پنفولد             | آقای کلارکهم                                | Does not appear         | Does not appear         | دوره‌ای                  | Does not appear         | Does not appear         | Does not appear         |
| دانیل پـِری              | سرگرد چارلز براینت †                        |                         | دوره‌ای                  |                         |                         |                         |                         |
| پل پاتنر                | آقای اسکینر                                 |                         |                         |                         |                         |                         | دوره‌ای                  |
| داگلاس ریس              | ریچارد "دیکی" گری، لرد مِرتون                |                         |                         | بازیگر میهمان           | دوره‌ای                  | دوره‌ای                  | دوره‌ای                  |
| کریستوفر رازیکی         | کنت نیکلای رُستوف                            |                         |                         |                         |                         | دوره‌ای                  |                         |
| اندرو اسکاربرو          | تیموتی "تیم" درو                            |                         |                         |                         | دوره‌ای                  | دوره‌ای                  | بازیگر میهمان           |
| راده شربه‌جیا            | پرنس ایگور کوراگین                          |                         |                         |                         |                         | دوره‌ای                  |                         |
| فیبی اسپارو             | آملیا کروکشانک                              |                         |                         |                         |                         |                         | دوره‌ای                  |
| کاترین استدمن           | والاگهر میبل لین فاکس                       |                         |                         |                         |                         | دوره‌ای                  |                         |
| جرمی سوئیفت             | سپتیموس اسپرات                              |                         |                         |                         | دوره‌ای                  | دوره‌ای                  | دوره‌ای                  |
| ریچارد تِوِرسون           | دکتر رایدر                                  |                         |                         | بازیگر میهمان           |                         |                         | دوره‌ای                  |
| استیون ونچورا           | دیویس                                       | Does not appear         | دوره‌ای                  | Does not appear         | Does not appear         | Does not appear         | Does not appear         |
| هریت والتر              | پرودنس، لیدی داوجر شکلتون                   | Does not appear         | Does not appear         | Does not appear         | میهمان                  | میهمان                  | دوره‌ای                  |
| هاوارد وارد             | گروهبان ویلیس                               |                         |                         |                         |                         | دوره‌ای                  | دوره‌ای                  |
| اندرو وست‌فیلد           | آقای لینچ                                   | دوره‌ای                  | Does not appear         | Does not appear         | Does not appear         | Does not appear         | Does not appear         |

### بازیگران میهمان
| بازیگر            | نام شخصیت در سریال                                               | نقش | حضور در                          |
| ----------------- | ---------------------------------------------------------------- | --- | -------------------------------- |
| چارلی کاکس        | فیلیپ، دوکِ کروبورو                                               | خواستگار لیدی مری؛ عاشقِ توماس بارو                                                                                       | فصل اول                          |
| بیل فِلوز          | جو بـِرْنْز                                                         | خواستگار پیشین خانم هیوز                                                                                                 | فصل اول                          |
| برنارد گَلَـهِر      | ویلیام "بیل" مولسلی                                              | پدر جوزف مولسلی | فصل اول؛ فصل‌های سوم و چهارم      |
| تئو جیمز          | کمال پاموک †                                                     | وابستهٔ سفارت ترکیهٔ عثمانی                                                                                                | فصل اول                          |
| شان مک‌کنزی        | آقای برامیج                                                      | صاحب شرکت نصب تلفن | فصل اول                          |
| فرگوس اُدانِل       | جان دِرِیک                                                         | کشاورز در زمین‌های زراعی گرانتهام                                                                                         | فصل اول و دوم                    |
| کیتی سارا         | خانم دریک                                                        | همسر جان دِرِیک | فصل اول و دوم                    |
| جین ونهام         | خانم بیتز                                                        | مادر جان بیتز | فصل اول                          |
| جرمی کلاید        | ژنرال رابرتسون                                                   | ارتشبد ارتش | فصل دوم                          |
| تام فیری-کمپبل    | سروان اسمایلی                                                    | سروان ارتش | فصل دوم                          |
| لاکلان نی‌بُر       | ستوان ادوارد کورتنی †                                            | افسر مجروح | فصل دوم                          |
| پیتر مک‌نیل اوکانر | گروهبان استیونس                                                  | گروهبان ارتش | فصل دوم                          |
| جولین وادهام      | سِر هربرت استرات                                                  | ارتشبد (ژنرال) ارتش | فصل دوم                          |
| تِره‌وِر وایت        | سرگرد پاتریک گوردون                                              | افسری که مدعی است همان «پاتریک کرالی» است و تصور می‌شد در جنگ کشته شده باشد. «پاتریک کرالی» وارث بالقوهٔ خاندان کرالی بود. | فصل دوم                          |
| نایجل هِـیورز      | لرد هپ‌ورث                                                        | خواستگار لیدی رُزاموند | قسمت ویژهٔ کریسمس ۲۰۱۱            |
| شارون اسمال       | مِریگولد شـُـر                                                     | خدمتکار لیدی رزاموند | قسمت ویژهٔ کریسمس ۲۰۱۱            |
| چارلی انسون       | والامقام لارنس «لری» گری                                         | پسر ارشد لرد مرتون | فصل سوم، فصل پنجم                |
| ادوارد بیکر-دالی  | ترنس مارگادیل                                                    | عاشق شهوت‌پرست رُز | فصل سوم                          |
| روری کوناهان      | کیران برانسون                                                    | برادر تام | فصل سوم                          |
| سارا کراودن       | لیدی منویل                                                       | یکی از اشراف محلی که در نزدیکی دانتون زندگی می‌کند                                                                        | فصل سوم، فصل پنجم                |
| ترنس هاروی        | جارویس                                                           | مباشر دانتون ابی | فصل سوم                          |
| اِما کیل           | مَـویس                                                            | فاحشه | فصل سوم                          |
| ادموند کنت        | مید                                                              | پیشخدمت لیدی رزاموند | فصل سوم                          |
| تیم پیگات-اسمیت   | سِر فیلیپ تَپسِل                                                    | متخصص زنان و زایمان در لندن                                                                                              | فصل سوم                          |
| تونی ترنز         | کارآگاه استنفورد                                                 | بازپرس پلیس یورک | فصل سوم                          |
| جان وُچـِی          | عکاس                                                             | عکاس | فصل سوم، فصل ششم                 |
| کنث براینس        | نیلد                                                             | متصدی شکار در قصر دان‌ایگل                                                                                                | قسمت ویژه کریسمس ۲۰۱۲            |
| ران دوناکی        | مک‌کری                                                            | سرخدمتکار لرد فلینت‌شر | قسمت ویژهٔ کریسمس ۲۰۱۲            |
| جان هِن‌شا          | جاس تافتون                                                       | خواربار فروش و خواستگار خانم پتمور                                                                                       | قسمت ویژهٔ کریسمس ۲۰۱۲            |
| سیمون لبیب        | ویلکینز                                                          | خدمتکار لیدی فلینت‌شر | قسمت ویژهٔ کریسمس ۲۰۱۲            |
| فیبی نیکولز       | سوزان مک‌کلیر، مارکیز فلینت‌شر                                     | همسر لرد فلینت‌شر | قسمت ویژهٔ کریسمس ۲۰۱۲ و فصل پنجم |
| ایو اوبر          | آرسن آوینیون                                                     | سرآشپز ریتز | فصل چهارم                        |
| دای بوچر          | نَنی وست                                                          | پرستار بچه | فصل چهارم                        |
| کریستینا کارتی    | ویرجینیا وولف                                                    | نویسنده | فصل چهارم                        |
| استیون کریچلو     | جان وارْدْ                                                         | نمایندهٔ مجلس از حزب لیبرال                                                                                               | فصل چهارم                        |
| جاناتان هاوارد    | سَـم ثالی                                                         | باغبان محلی | فصل چهارم                        |
| کیری تِ کانه‌وا     | نِلی مِلبا                                                         | خوانندهٔ اپرا | فصل چهارم                        |
| مایکل بنز         | ایتن اِسلِـید                                                      | پیشخدمت هارولد لِوینسون                                                                                                   | قسمت ویژهٔ کریسمس ۲۰۱۳            |
| الیستر بروس       | لُرد چمبیرلین                                                     | حاجب و پیشکار پادشاه | قسمت ویژهٔ کریسمس ۲۰۱۳            |
| والری دِین         | کوئین مری                                                        | ملکه و همسر جرج پنجم | قسمت ویژهٔ کریسمس ۲۰۱۳            |
| الیور دیمسدِیل     | ادوارد هشتم                                                      | وارث تاج و تخت سلطنت | قسمت ویژهٔ کریسمس ۲۰۱۳            |
| پاپی دِرِیتون       | والاگهر مَدلین آلساپ                                              | دوست رُز | قسمت ویژهٔ کریسمس ۲۰۱۳            |
| جیمز فاکس         | ویلیام «بیلی» آلساپ، بارون آیسگارث                               | پدر مَدلین | قسمت ویژهٔ کریسمس ۲۰۱۳            |
| پل جیاماتی        | هارولد لوینسون                                                   | برادر کورا | قسمت ویژهٔ کریسمس ۲۰۱۳            |
| جانت مونت‌گومری    | فریدا دادلی وارْد                                                 | معشوقهٔ ولیعهد انگلستان                                                                                                   | قسمت ویژهٔ کریسمس ۲۰۱۳            |
| جانانان تاون‌سِند   | دوک یورک                                                         | برادر کوچک شاهزادهٔ ولز                                                                                                   | قسمت ویژهٔ کریسمس ۲۰۱۳            |
| گای ویلیامز       | جرج پنجم                                                         | پادشاه بریتانیا و امپراتور هندوستان                                                                                      | قسمت ویژهٔ کریسمس ۲۰۱۳            |
| دین اشتون         | ایوانز                                                           | سازندهٔ سنگ‌قبر | فصل پنجم                         |
| دیوان بلک         | منشی                                                             | منشی | فصل پنجم و ششم                   |
| لوئیز کاف         | کیتی کالترست                                                     | دوست خانوادهٔ کرالی | فصل پنجم                         |
| آنا چنسلر         | لیدی انستروثر، بیوهٔ اشرافی و ثروتمند (پیش از ازدواج: مونت‌ایوانس) | کارفرمای سابق جیمز کنت                                                                                                   | فصل پنجم                         |
| اِد کوپر کلارک     | والامقام تیموتی «تیم» گری                                        | پسر کوچک لرد مِرتون | فصل پنجم                         |
| جان گلاور         | جرج پنجم (صدا)                                                   | پادشاه بریتانیای کبیر و هندوستان                                                                                         | فصل پنجم                         |
| دارن مِشین         | بیزیل شوت                                                        | مالک باشگاه وِلوِت وایولین                                                                                                 | فصل پنجم                         |
| نائومی رادکلیف    | خانم اِلکات                                                       | کشاورز محلی و بیوهٔ جنگ                                                                                                   | فصل پنجم                         |
| الون آرمسترانگ    | استاول                                                           | سرخدمتکار لرد سیندربی | قسمت ویژهٔ کریسمس ۲۰۱۴            |
| جین لَپوتی‌یر       | پرنسس ایرینا کوراگین                                             | همسر پرنس کوراگین | قسمت ویژهٔ کریسمس ۲۰۱۴            |
| آلیس پتن          | دایانا کلارک                                                     | معشوقهٔ لرد سیندربی | قسمت ویژهٔ کریسمس ۲۰۱۴            |
| ریک بیکِن          | آقای هندرسون                                                     | مالک مالرتون هال | فصل ششم                          |
| فیلیپ بتلی        | جان هاردینگ                                                      | شوهر گوئن | فصل ششم                          |
| نیکلا برلی        | ریتا بیون                                                        | تهدیدکننده لیدی مری | فصل ششم                          |
| ترور کوپر         | آقای مور                                                         | پیشخدمت در راث‌ول مِـینِر                                                                                                   | فصل ششم                          |
| روپرت فریزر       | نویل چمبرلین                                                     | سیاستمدار | فصل ششم                          |
| شارلوت هامبلین    | لیدی آن آکلند                                                    | یکی از میهمانان شام اولین نی‌پیر در رستوران کرایتریون                                                                     | فصل ششم                          |
| کریستوس لاتون     | بیلی                                                             | عضو تیم مسابقهٔ تالبوت و راجرز                                                                                            | فصل ششم                          |
| اِیدریـِن لوکیس     | سِر جان دارنلی                                                    | دوستِ خانوادهٔ کرالی | فصل ششم                          |
| رانلد پیکاپ       | سِر مایکل ریره‌سبی                                                 | مَلاک و زمین‌دار | فصل ششم                          |
| مارتین والش       | آقای فینچ                                                        | کارمند فت استاک شو | فصل ششم                          |
| جیمز گرین         | آقای مارک استایلز                                                | کارفرمای موقت «بارو» | قسمت ویژهٔ کریسمس ۲۰۱۵            |
| پاتریشا هاج       | خانم پلهام                                                       | مادرِ برتی پلهام | قسمت ویژهٔ کریسمس ۲۰۱۵            |

## تولید
گَـرِث نیم از شرکت فیلم‌سازی کارنیوال فیلمز ایدهٔ اولیهٔ یک درام تلویزیونی را در ذهن داشت که وقایع آن در دوره ادواردیان و در یک خانهٔ بزرگ اشرافی رخ می‌داد. با یک چنین طرحی، او به نزدِ فیلم‌نامه‌نویس، مشهور، جولین فلوز آمد و ماجرا را با او مطرح کرد. جولین فلوز که بابت فیلم‌نامهٔ گاسفورد پارک برندهٔ جایزه اسکار شده بود، چندان مایل نبود که روی داستان دیگری مشابه با آن فیلم کار کند؛ اما چند هفته بعد با «گَرِث نیم» تماس گرفت و یک طرح کلی برای فصل اول سریال به او ارائه کرد. در نهایت، وی با الهام از رمانی از ایدیت وارتون فیلم‌نامه را به رشتهٔ تحریر درآورد و همسرش «اِما» نیز آن را ویرایش کرد.

### مکان تصویربرداری

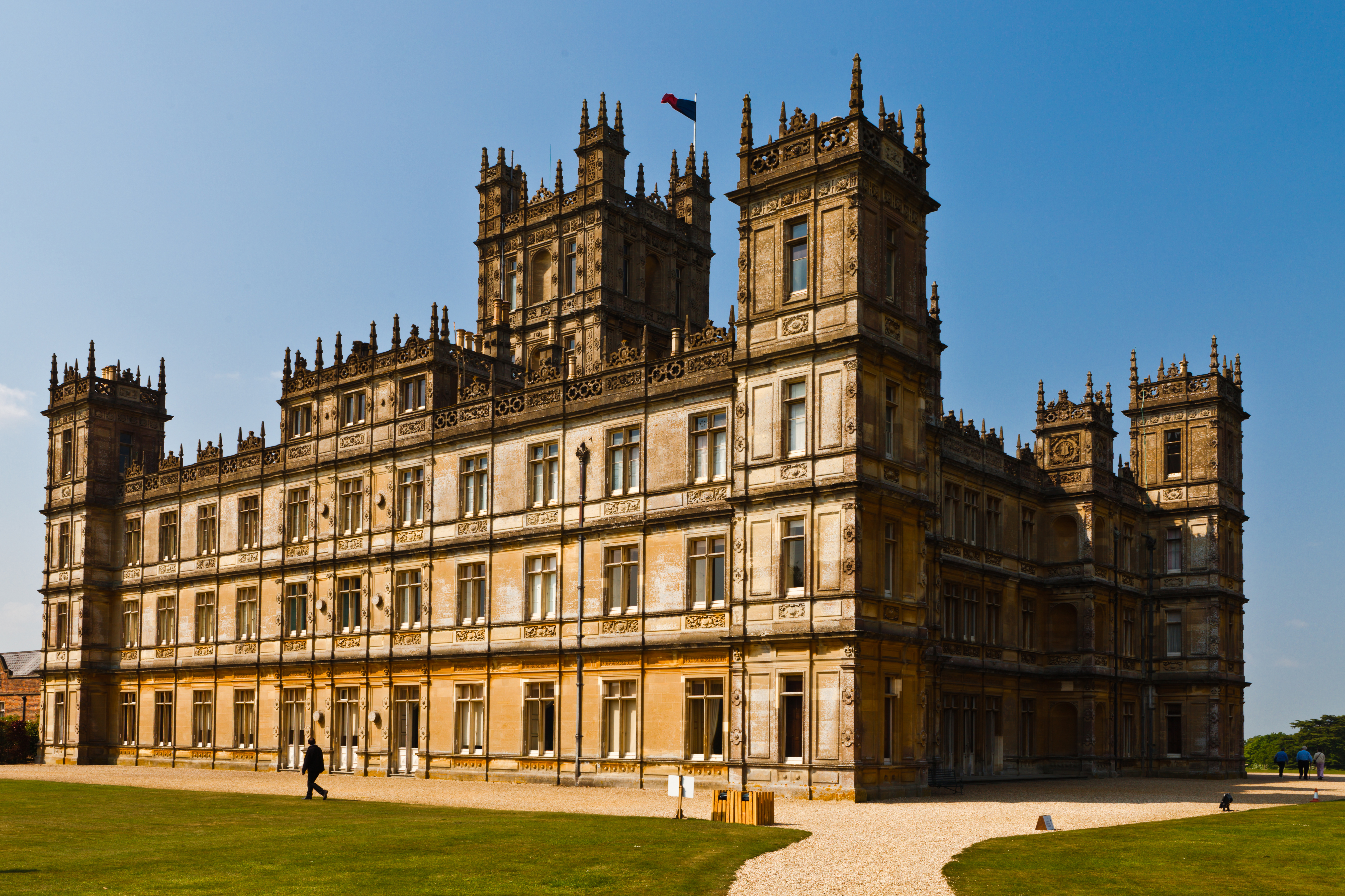
عمارت هایکلیر، برای صحنه‌های داخلی و بیرونی سریال مورد استفاده قرار گرفت.

تمام صحنه‌های خارجی، به انضمامِ بیشترِ صحنه‌های داخلیِ سریال در عمارت هایکلیر در شمال شهر همپشر (واقع در جنوب شرقی انگلستان) ساخته شد. آشپزخانه، اتاق‌های کار، استراحت و غذاخوریِ خدمتکاران و برخی از اتاق‌خواب‌های «طبقات بالا»، در استودیوهای ایلینگ طراحی و ساخته شد و فیلم‌برداری در آن‌ها انجام پذیرفت. بریج‌واتر هاوس در محلهٔ سنت جیمزس هم به‌عنوان ساختمان مسکونی این خانواده در لندن بکار رفت.
صحنه‌های بیرون قصر نیز، در روستای بَمتن در آکسفوردشر تصویربرداری شد که از آن میان، می‌توان به «کلیسای سنت‌مری» و «کتابخانه عمومی» آن اشاره کرد که در سریال به صورت ورودیِ «بیمارستان محلی» نمایش داده می‌شود. همچنین از نمای بیرونیِ منزل قدیمی کشیشِ بخش، برای نشان دادن «منزل ایزابل کرالی» استفاده کرده‌اند و صحنه‌های داخلی آن در «هال پـِلـِیس» در نزدیکی بیکنزفیلد در باکینگهام‌شر ساخته شد.
در فیلم‌نامه، دانتون اَبی، به صورت خانه‌ای مجلل و اشرافی در منطقه یورک‌شر توصیف شده و روستاها و شهرهایی چون ایسینگوود، کربی ملزرد، مالتون، میدلزبرو، ریپون، ریچموند و تریسک که در سریال بدان‌ها اشاره می‌شود، همگی همانند شهر «یورک»، در منطقهٔ یورک‌شر شمالی واقع هستند و تنها شهر لیدز در یورک‌شر غربی واقع است. جراید و رسانه‌های یورک‌شر حدس می‌زنند که مکان تقریبی خانهٔ دانتون ابی (که در واقع مکانی ساختگی و افسانه‌ای است) باید مابین مثلثِ شهرهای ایسینگوود، ریپون و تریسک باشد.
دکورِ خاکریزها و سنگرهای مربوط به جنگ جهانی اول در شمال فرانسه، در روستای اِیکِـنهام در مناطق خارج‌شهریِ سافک در شرق انگلستان ساخته شد.
برای ساخت صحنه‌های این مجموعهٔ تلویزیونی، از تعداد بیشماری اماکن تاریخی و کاخ‌های مسکونی اشرافی استفاده شده‌است:
املاک و قصرِ خیالی «هکسبی پارک» که در فصل دوم سریال، «سِر ریچارد کارلایل» قصد خرید آن را داشت، بخشی از کاخ وادزدن در باکینگهام‌شر است. خانه بایفلیت در شهر ساری برای نشان دادن محل اقامت بیوهٔ ثروتمند و اشرافی، «کنتس گرانتهام» و نیز عمارت وست ویکام پارک در باکینگهام‌شر برای نمایش صحنه‌های داخلیِ محلِ سکونتِ «لیدی رُزاموند» در «بلگریو اسکوئر» (در لندن) و خانه‌ای در بلگریو اسکوئر برای صحنه‌های بیرونی آن بکار رفت.
قلعه اینورری در منطقهٔ آرگِـیل در اسکاتلند مکانی بود که برای نمایش «قصر دان‌ایگِل» در ویژه‌برنامهٔ کریسمس ۲۰۱۲ استفاده شد.

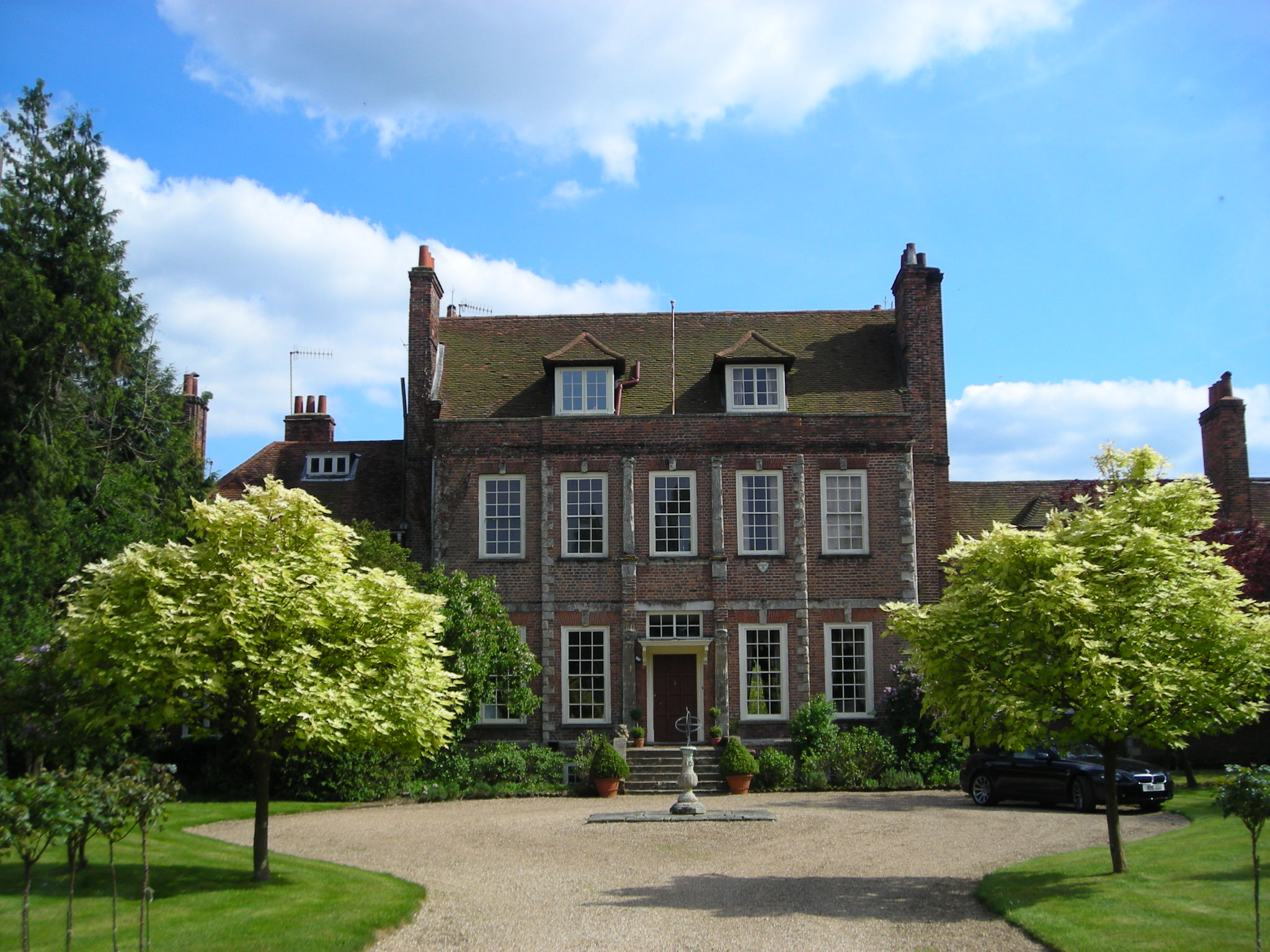
خانه بایفلیت در ساری برای نشان دادن محل سکونتِ بیوهٔ ثروتمند و اشرافی، «کنتس گرانتهام» بکار رفته‌است.

عمارت گِریز کورت در هنلی-آن-تیمز (در آکسفوردشر) همانجایی است که در سریال، به عنوان منزلِ دومِ خاندان کرالی نشان داده می‌شود و قرار بود در فصل سوم سریال و به دنبال بروز مشکلات مالی و فروشِ دانتون اَبی، این خانواده به آنجا نقل‌مکان کنند. همچنین در فصل سوم سریال، صحنه‌های زندان و سلولِ «جان بیتس» در قلعه لینکلن در لینکلن‌شر تصویربرداری شد.
ایستگاه قطار «هورستد کِـینز» واقع در ساسکس همان «ایستگاه دانتون» در سریال است. این ایستگاه بخشی از «راه‌آهن حفاظت‌شدهٔ بلوبل» است. ایستگاه قطار «سنت پنکرس» در لندن برای نمایش «ایستگاه گینگز کراس» در قسمت اول از فصل چهارم سریال استفاده شد؛ جایی که «لیدی ادیث کرالی» با محبوب خود، «مایکل گرگسون» ملاقات می‌کند و سرانجام، مکانی که ایندو یکدیگر را می‌بوسند، «رستوران کرایترین» در «پیکدیلی سرکس» است که در سال ۱۸۷۴ افتتاح شده‌است.
عمارت هال بارن در «بیکنزفیلد» (در باکینگهام‌شر)، همان «خانه لاکسلی» یا محل زندگی «سِر آنتونی استرالان» است.
بخش‌هایی از فصل چهارم سریال در شهرک تاریخی و کارخانهٔ کشتی‌سازی «چاکهام» واقع در چتم در کنت تصویربرداری شد. فروشگاه کاموافروشی «تارد» در قسمت اول این فصل، به‌عنوانِ کارگاهی که در آن «خانم هیوز» و «آقای گریگ» باهم دیدار می‌کنند، استفاده شده و در قسمت دوم خیابان‌های شهرک چَتم همانجایی است که «لیدی رز مک‌کلیر» در بازارچه دیده می‌شود و «جیمز کنت» او را زیر نظر دارد.
یکی دیگر از لوکیشن‌های مورد استفاده در فصل چهارم، سالن رقص «ساویل کلاب» در «می‌فر» در بخش مرکزی لندن بود.
صحنه‌های ویژه‌برنامهٔ کریسمس ۲۰۱۳، در «دانشگاه رویال هالووی لندن» در نزدیکی «اِگام» و همچنین ساری، «ساحل وست ویترینگ» (در ساسکس غربی) و «خانهٔ بزیلدون پارک» در برکشر (در نزدیکی «استریتلی») تصویربرداری شد. «عمارت لنکستر» در غرب لندن، نیز به جای کاخ باکینگهام بکار رفت.
قلعه انیک در نورث‌آمبرلند به‌عنوانِ «قلعهٔ برنکستر» در ویژه‌برنامهٔ کریسمس ۲۰۱۴ نمایش داده شد و از اتاق‌های آن، زمین‌های اطراف و همچنین صومعهٔ نیمه‌مخروبهٔ «هولن» واقع در اراضی و مراتعِ «دوکِ نورث‌آمبرلند» در انیک برای تصویربرداری بخش‌های گوناگون، استفاده شد.

### عنوان‌بندی آغازین
موسیقی تیتراژ آغازین سریال تحت عنوان «آیا توانستم با تمامِ وجود و آنگونه که باید، تو را دوست داشته باشم؟» توسط جان لان ساخته شد. یک نسخهٔ بی‌کلام آن در قالب یک سی‌دی موسیقیِ متن، در ۱۹ سپتامبر ۲۰۱۱ در بریتانیا و در ۱۳ دسامبر ۲۰۱۱ در ایالات متحده آمریکا منتشر شد. در این سی‌دی، ترانه‌ای هم با صدای مری-جس لیورلند با اشعاری از دان بلک ارائه شده‌است.

## پخش تلویزیونی
حقوق پخش این مجموعه تلویزیونی در ۲۲۰ کشور و منطقهٔ جهان خریداری شده و حدود ۱۲۰ میلیون نفر به تماشای آن نشسته‌اند.
در ایالات متحده آمریکا، دانتون اَبی در ژانویهٔ ۲۰۱۱ میلادی، از شبکهٔ تلویزیونی پی‌بی‌اس و به عنوان فصل ۴۰ام از مجموعه‌برنامه‌های مَـسترپیس به نمایش درآمد. سریال را در ۴ قسمت ۹۰ دقیقه‌ای پخش کردند و این شبکه تلویزیونی، مجبور به تدوین مجدد بخش‌های آغازین و انتهایی سریال شد و این کار در فصول بعدی سریال هم انجام شد.
در کانادا، «ویژن‌تی‌وی» از ۷ سپتامبر ۲۰۱۱ شروع به پخش این سریال کرد. کانادایی‌ها می‌توانند آن را از طریق پی‌بی‌اس هم ببینند. این سریال به زبان فرانسوی هم از شبکهٔ تلویزیونی «ایسی رادیو-کانادا تله» پخش می‌شود. در ایرلند، شبکهٔ خصوصی «تی‌وی ۳»، این مجموعه تلویزیونی را طی ژانویه و فوریه ۲۰۱۱ پخش کرد.
فصل اول سریال در استرالیا از تاریخ ۲۹ مه ۲۰۱۱ میلادی از شبکهٔ «سِوِن نت‌ورک» پخش شد. فصل دوم در ۲۰ مه ۲۰۱۲ میلادی و فصل سوم در ۱۰ فوریه ۲۰۱۳ میلادی از همین شبکه به نمایش درآمد. در نیوزیلند، شبکه تلویزیونی «پرایم» ِ پخشِ فصل اول سریال را از تاریخ ۱۰ مه ۲۰۱۱ میلادی، فصل دوم را از ۱۸ اکتبر ۲۰۱۱ میلادی و فصل سوم را از ۱۸ اکتبر ۲۰۱۲ میلادی آغاز نمود.
در آفریقای جنوبی، شبکهٔ «بی‌بی‌سی انترتینمنت» از طریق «دی‌اس تی‌وی» فصل اول سریال را در ۱۹ فوریه ۲۰۱۲ میلادی به روی آنتن برد. در فیلیپین هم شبکه تلویزیونی «وِلوِت چَنِل» این سریال را برای بینندگانش پخش کرد. در هند، شبکه تلویزیونی «استار» حقوق پخش سریال را به‌دست آورد و از طریق کانال «استار وُرلد» آن را به نمایش درآورد.
تلویزیون ماهواره ای فارسی‌زبان منوتو مستقر در لندن نیز این سریال را به صورت کامل با دوبله فارسی پخش کرد.

### انصراف از پخش
شبکهٔ تلویزیونی «اس تی‌وی» در شمال و مرکز اسکاتلند، اورکنی و شتلند که از زیرمجموعه‌های آی‌تی‌وی است، اعلام کرد دانتون اَبی را پخش نخواهد کرد و به‌جای آن، سریال جدید و شش قسمتی «تاگارت» را پخش می‌کند. این موضوع قبلاً هم سابقه داشت و این کانال تلویزیونیِ اسکاتلندی، پیش از این، برنامه‌های بریتانیایی پخش‌شده از آی‌تی‌وی را معمولاً پخش نمی‌کرد. این بار، بینندگان اسکاتلندی به این موضوع اعتراض کردند و از اینکه نمی‌توانستند سریال را تماشا کنند، دلخور بودند. بسیاری از بینندگان اسکاتلندی به دیگر زیرمجموعه‌های محلیِ شبکه تلویزیونی آی‌تی‌وی روی آوردند (به عنوان مثال «آی‌تی‌وی لندن») و آمارها نشان داد این موضوع دربارهٔ سایر برنامه‌های تلویزیونی «آی‌تی‌وی» (که از «اس تی‌وی» پخش نشده بود) نیز صادق بوده‌است.
سرانجام «اس تی‌وی» در ژوئیه ۲۰۱۱ میلادی اعلام کرد که فصل اول و دوم را در قالب برنامه‌های پائیزی خود پخش خواهد کرد. دو هنرپیشهٔ اسکاتلندیِ دانتون اَبی، یعنی ایان گلن و فیلیس لوگان، از این تصمیم، استقبال و اظهارِ خشنودی کردند.

## بازخوردها
| |         |         |         |           |          |         |
| \| \| فصل اول \| فصل دوم \| فصل سوم \| فصل چهارم \| فصل پنجم \| فصل ششم \| \| رتبه (نمره) \| ۹۱[۵۲] \| ۸۵[۵۳] \| ۸۳[۵۴] \| ۷۲[۵۵] \| ۷۵[۵۶] \| ۷۶[۵۷] \| |         |         |         |           |          |         |
| | فصل اول | فصل دوم | فصل سوم | فصل چهارم | فصل پنجم | فصل ششم |
| رتبه (نمره) | ۹۱      | ۸۵      | ۸۳      | ۷۲        | ۷۵       | ۷۶      |

برخی معتقدند که این مجموعهٔ تلویزیونی، تصویری دلسوزانه و حاکی از همدردی از این خانواده اشرافی و همچنین از جامعهٔ طبقاتی انگلستان در اوایل سدهٔ بیستم میلادی ارائه می‌دهد. این موضوع انتقادهایی را از سوی احزاب چپ‌گرا و تمجیدهایی را از سوی احزاب راست‌گرا در پی داشته‌است. منتقد ادبی «جیمز فنتون» که در مجله «نقد کتاب نیویورک» مقاله می‌نویسد، دراین‌باره اظهار داشت: «به‌نظر می‌رسد که در این مجموعه، طبقهٔ اشراف، حتی آنهایی که قرار بود در داستانِ تصویری نامعقول و ناپسند داشته باشند، هرگز لحن صحبتشان، زشت و توهین‌آمیز نیست. سعی فراوانی شده‌است تا چهره‌ای خوش‌آیند و صمیمی از آن‌ها ارائه شود؛ حتی زمانی که مجبورند به اقتضای شرایط و موقعیت‌شان، بدون مروت و عاطفه، سخن بگویند.» از سوی دیگر، «جری بویر» در مجلهٔ «فوربز» نوشت: «در مورد ادعای همدردی این سریال با طبقهٔ اشراف، اغراق شده‌است. این سریال لحنی متعادل‌تر از سریال‌های مشابه خود دارد که تلاش دارند طبقه اشراف را تمسخر کنند یا تصویری اهریمنی از آن‌ها به نمایش بگذارند. سریال دانتون اَبی نشان می‌دهد که نیازی نیست، یک سریالِ خوب، چپ‌گرا یا میانه‌رو باشد. داستان‌هایی که فضایل اخلاقی، حفظ مالکیت و ثروت، اصالت و نجابت خانوادگی را تشویق می‌کنند و احساس خوبی دربارهٔ آن‌ها برمی‌انگیزد، می‌تواند به [این] زیبایی و برای طیف گسترده‌ای از مخاطبان، بازگو شوند.»
دانتون ابی از لحاظ تجاری هم موفق بود و تحسینِ عمومی فراوانی برانگیخت؛ هرچند برخی آن را، سطحی‌نگر، غیرواقعی و ملودرام می‌دانند. طرفداران سریال، همین خصوصیات را نیز از دلایل موفقیت سریال می‌دانند. «دیوید کمپ» در مجله ونتی فر نوشت: «این روزها ملودرام برای کسب سود و درآمد، اصلاً خوب و برازنده نیست؛ اما این دقیقاً همان دلیلی است که تماشایش را این همه مفرح و لذت‌بخش کرده‌است. با توصیف دقیق آن از خوبی‌ها و بدی‌ها، و با میزان حساب‌شده‌ای از بالا و پائین‌های [عاطفی]، دانتون اَبی سریالی متفاوت و خوش‌آیند نسبت به آن دسته درام‌های تلویزیونی کنونی شده‌است که در آنها، ابهامات اخلاقی وجود دارد و آرام‌آرام یک حس یأس و ناامیدی در بیننده ایجاد می‌کنند.»
«جیمز پارکر» منتقد ماهنامهٔ آتلانتیک از سریال به شدت انتقاد کرد و ضمن تحسین بازی هنرپیشگان، دیالوگ‌ها و محتوای فیلم‌نامه را مُهمل خواند و آن را یک تولید تلویزیونی بد دانست. «بن دابلیو. هاینمن» سریال را با باری دیگر برایدزهد مقایسه کرد و گفت در مقایسه با آن اثرِ هنری، دانتون ابی تنها یک برنامهٔ سرگرم‌کننده است. او همچنین متذکر شد که «دانتون ابی»، شخصیت‌پردازی خوبی ندارد. «آدریان آنتونی گیل» از روزنامهٔ ساندی تایمز اظهار داشت که دانتون اَبی «تمام آنچیزی است که من در تلویزیون بریتانیا از آن متنفر و ناامیدم. احساسات سطحی اعتماد ملی، سریال‌های سهل‌وممتنع با لباس‌های آنچنانی که چشم‌اندازی ساختگی، بد و شرم‌آور از کشور من ارائه می‌دهد.»
قسمت اول دانتون ابی در انگلستان ۹/۲ میلیون بیینده داشت و موفق‌ترین سریال درام تلویزیونی از زمان پخش سریال وایت‌چپل در سال ۲۰۰۹ در کانال آی‌تی‌وی محسوب می‌شود. با احتساب بینندگان نسخهٔ اینترنتی و همچنین آنهایی که تکرارِ قسمت اول را در تلویزیون دیدند، تعدادِ کلِ تماشاگرانِ قسمت اول بیش از ۱۱/۲ میلیون نفر و تعداد کل تماشاگران قسمت اول بیش از ۱۱/۸ میلیون نفر بود و رکورد تعداد تماشاگران یک «تک‌قسمت» از سریال را شکاند.
در متاکریتیک، این سریال، نمرهٔ نسبی ۹۱ را با استناد به ۱۶ نقد دریافت کرد که «اقبالِ عمومی» محسوب می‌شود. نام این سریال در سال ۲۰۱۱ میلادی در کتاب رکوردهای جهانی گینس بابت «بالاترین رتبه‌ای که یک برنامه تلویزیونی از منتقدان دریافت کرده» ثبت شد و بدین ترتیب، برترین سریال ستوده‌شده توسط منتقدان در جهان نام گرفت. کمی بعد و در همان سال، فصل چهارم سریال برکینگ بد این رکورد دانتون ابی را با نمرهٔ نسبی ۹۶ پشت سر گذاشت.

«سَم والستون» از روزنامهٔ گاردین نوشت: 
به زیبایی ساخته شده‌است. بازی‌ها هنری و پرداختِ سریال، دلپذیر و خوب است. «اسمیت» که نقش بیوهٔ اشرافی «کنتس وایولت» را ایفا می‌کند، به طرز دلفریبی کلمات را بیان می‌کند که در برخی موارد به اوج و کمال می‌رسد. اگر به دنبال یک درام تاریخی پر زرق‌وبرق و تجملی برای عصر یکشنبهٔ خود هستید، این سریال، چیزِ لذت‌بخشی برای شما خواهد بود.
تماشاگران این مجموعهٔ تلویزیونی، از تعدادِ زیادِ آگهی‌های بازرگانی که در طول پخش قسمت اول پخش شد، دلخور بودند (۵ آگهی در وسط سریال، ۱ آگهی در آغاز و ۱ آگهی در اواخر آن) و معتقد بودن که این موضوع، پیوستگی داستان و حس و حال آن را را برهم زد. شبکه آی‌تی‌وی در پاسخ گفت که این موضوع بر اساس قوانین مصوبِ «آوکام» بوده و برای تأمین مخارج سنگین سریال، ضرورت داشته‌است.
فصل دوم سریال در بریتانیا در ۱۸ سپتامبر ۲۰۱۱ میلادی و همانند فصل اول در ساعت ۹ شب پخش شد و قسمت اول آن در حدود ۹ میلیون و قسمت دوم آن ۹٫۳ میلیون مخاطب داشت. در ژانویهٔ ۲۰۱۲، پی‌بی‌اس با پخش نخستین قسمت آن ۴٫۲ میلیون ببینده را بخود جلب کرد که در حدود دو برابرِ تعداد بینندگانی است که این سریال در ساعات پرببینده خود دارد و ۱۸ درصد هم از بینندگان فصل اول سریال بیشتر بود.
فصل دوم این سریال، بالاترین رتبه کانال‌های تلویزیونی را از سال ۲۰۰۹ میلادی به بعد، از آنِ شبکه پی‌بی‌اس نمود. بدون در نظر گرفتنِ پخش اینترنتی و قسمت‌های بازپخش شده، فصل دوم سریال به‌طور متوسط ۵٫۴ میلیون ببینده داشت که ۲۵ درصد از بینندگان فصل اول آن بیشتر بود. اضافه بر این، فصل دوم این مجموعه، در «درگاه دیجیتالی پی‌بی‌اس»، به‌طور متوسط ۴٫۸ میلیون ببینده داشت و نسب به فصل اول آن، ۴۰۰ درصد افزایش داشت. در مجموع، از زمان پخش اولین قسمت در ۸ ژانویه، فصلِ دومِ دانتون ابی و برنامه‌های مرتبط به آن، بیش از ۹ میلیون مرتبه از طریق پلت‌فرم‌های اینترنتی گوناگون پخش شده‌است و ۱٫۵ میلیون مخاطب انحصاری داشته‌است. در سال ۲۰۱۳ میلادی، انجمن نویسندگان آمریکا، مجموعهٔ تلویزیونی، دانتون ابی را، چهل و سومین «برنامه برتر تلویزیونی با فیلم‌نامه عالی» در تمام دوران نامید.
فصل سوم سریال در انگلستان در تاریخ ۱۶ سپتامبر ۲۰۱۲ میلادی و با میانگینِ ۹ میلیون بیینده پخش شد. برای نخستین مرتبه در بریتانیا، قسمت سوم سریال، بیش از ۱۰ میلیون ببینده داشت. در ایالات متحده آمریکا، پخش سریال از ژانویه ۲۰۱۳ آغاز شد و به‌طور متوسط ۱۱٫۵ میلیون ببینده داشت و قسمت آخر آن که در ۱۷ فوریه ۲۰۱۳ پخش شد، ۱۲٫۳ میلیون مخاطب را بخود جذب کرد که بالاترین رتبه را در میان برنامه‌های شبانه داشت. در مجموع، در طول ۷ هفته پخش برنامه، این مجموعه، ۲۴ میلیون مخاطب داشت و پربیننده‌ترین برنامه پی‌بی‌اس در تمام دوران شد.
شایع شده بود که به دلیل خروج دن استیونز از فهرست بازیگران سریال، شخصیت «متیو کرالی» در سریال کشته شد و این موضع باعث انتقادی از سریال شد. نویسنده فیلم‌نامه، لرد فلوز، از این تصمیم دفاع کرد و گفت وقتی استیونز تصمیم به ترک سریال گرفته بود، چارهٔ دیگری جز این نبود. استیونز بعدها گفت که دخالتی در سرنوشتِ «متیو کرالی» نداشته‌است اما برای مرگ این شخصیت در سریال، متأسف است.
فصل چهارم سریال در بریتانیا در ۲۲ سپتامبر ۲۰۱۳ با میانگینِ ۹٫۵ میلیون ببینده پخش شد که بیشترین تعداد تماشاگران قسمت اول یک سریال تا آن هنگام بود. در ایالات متحده آمریکا، قسمت اول این فصل در ۵ ژانویه ۲۰۱۴ و با میانگینِ ۱۰٫۲ میلیون ببینده پخش شد که نه تنها، بیشترین تعداد تماشاگر را در آن شب نسبت به سایر سریال‌ها داشت، بلکه بیشترین تعداد تماشاگر را از زمان پخشِ مینی‌سریالِ مستند جنگ داخلی (به کارگردانی کن برنز) در سال ۱۹۹۰ میلادی نیز داشت.
در بریتانیا، قسمت دوم از فصل چهارم، به‌طور متوسط، ۹٫۶ میلیون ببینده داشت.
در آغازِ قسمت سوم این فصل که در ۶ اکتبر ۲۰۱۳ پخش شد به بینندگان هشدار داده شد که «این قسمت حاوی صحنه‌های خشنی است که برای برخی بینندگان آزاردهنده خواهد بود.» محتوای این قسمت که ماجرای تجاوز به «آنا بیتس» بود، سبب گردید تا ۲۰۰ شکایت به ناظر تلویزیونی بریتانیا (آوکام) و ۶۰ شکایت هم به‌طور مستقیم به شبکه تلویریونی آی‌تی‌وی ارائه شود. در تاریخ ۴ نوامبر ۲۰۱۳، مسئولان «آوکام» اعلام کردند اقدام خاصی برای شکایت‌ها نخواهد کرد، چرا که در آغاز این قسمت از سریال، به بینندگان هشدارهای لازم داده شده بود و زمان پخش سریال هم بعد از ساعت ۹ شب بوده و صحنهٔ تجاوز نیز، نشان داده نشده‌است.

### اتهامات ضد ایرلندی
اتهاماتی مبنی بر منفی جلوه دادنِ شخصیت‌های ایرلندی و تاریخ کشور ایرلند، علیه این سریال و به‌ویژه در روزنامهٔ ایرلندیِ «هرالد» مطرح شده‌است. به عنوان مثال، در این سریال، «جنگ استقلال ایرلند» به طرز مبالغه‌آمیز و اشتباهی به عنوانِ «جنگ داخلی ایرلند» نمایش داده شده‌است. آلن لیچ که در سریال نقش «تام برنسون» (آزادی‌خواه ایرلندی) را بازی می‌کند، در پاسخ به خبرنگارِ روزنامهٔ هرالند ایرلند، این ادعا را که شخصیت‌های ایرلندی به طرز تحقیرآمیزی به تصویر کشیده شده‌اند، رد کرد. با این وجود، «کیران» (برادر تام برنسون) در سریال به صورت یک ایرلندی بی‌ادب، خشن و مست به تصویر درآمده و «کنتس وایولت» (بیوهٔ اشرافی و مادربزرگ خانواده) او را یک «گوریل مست» می‌نامد که اشاره به این حقیقت است که نشریات بریتانیایی و آمریکایی در اواخر قرن نوزدهم و اوایل قرن بیستم، ایرلندی‌ها را به صورت یک گوریل به تصویر می‌کشیدند و با این عنوان از آن‌ها یاد می‌کردند. به هر حال، «کنتس وایولت» نیز که در سریال چنین سخنانی به زبان می‌آورد، در قرن نوزدهم به دنیا آمده و به دفعات، او را در سریال، فردی راست‌گرا و طرفدار سلطنت می‌بینیم.

### دیدگاه ضد کاتولیکی
شخصیتِ «ارلِ گرانتهام»، هر از چند گاهی، عقاید ضد کاتولیکی به زبان می‌آورد و روزنامهٔ واشینگتن پست شخصیت او را، «بیگانه هراس» اما «به‌لحاظِ تاریخی، دقیق» توصیف می‌کند. نویسنده و خالق این مجموعه تلویزیونی، جولین فلوز، خود در این باره می‌گوید که او تعمداً چنین چیزی را در داستان مطرح کرد تا اشاره‌ای به یک «احساس ناخودآگاه ضد کاتولیک در طبقات بالای اجتماعی که حتی تا سال‌های نوجوانی و جوانی من وجود داشت» اشاره‌ای کرده باشد. فلوز که خود یک کاتولیک است، اظهار داشت که «فکر کردم جالب باشد» که اشاره و تفحصی در این‌باره در سریال وجود داشته باشد؛ و سپس تجربه شخصی‌اش را از این موضوع به زبان آورد که طبقات بالای اجتماعی در انگلستان «خوشحال می‌شدند به مجلس رقص‌شان بروی، یا با آن‌ها قرقاول شکار کنی؛ اما بسیاری از آنان نمی‌خواستند که با دخترشان ازدواج کنی تا مبادا یک نوهٔ کاتولیک داشته باشند».

### سندیت و اعتبار تاریخی
جولین فلوز تمامِ تلاش خود را کرده‌است تا این مجموعهٔ تلویزیونی، در به‌تصویر درآوردنِ وقایع تاریخی، دقیق باشد. با این حال، در این سریال عدم دقت و «نابهنگامی زبانی» فراوانی وجود دارد. همچنین لهجهٔ شخصیت‌های سریال مورد بحث و تردید بوده‌است؛ چرا که آن انگلیسی فصیحی که «بازیگران نقشِ طبقهٔ اشراف و متمول» حرف می‌زنند، «کمی امروزی‌تر» از آن چیزی است که «در اوایل قرن بیستم، اشراف بدان سخن می‌گفتند». با این وجود، این موضوع باعث شد که «هنرپیشه‌ها، بازی‌های روان و طبیعی‌تری در طولِ سریال داشته باشند.»
جولین فلوز در سال ۲۰۱۰ میلادی، الیستر بروس، «یک متخصص برجسته آداب و سننِ اشرافی و سلطنتی» را به عنوان مشاورِ فیلم‌نامه به استخدام خود درآورد. بروس دربارهٔ نقش خود گفت «اینجا هستم تا تیم تولید و به‌ویژه کارگردان را، در به تصویر درآوردنِ فیلم‌نامهٔ فلوز یاری کنم تا آداب و رفتار اجتماعی [آن دوران] به درستی نمایش داده شود و هنرپیشه‌ها یقین داشته باشند ایفای نقش‌هایشان، به‌درستی انجام می‌شود.» جیم کارتر که در نقش سرپیشخدمت و رئیس خدمهٔ قصر، «آقای کارسون»، هنرنمایی می‌کند، بروس را «پاسبانِ آداب معاشرت و ادب اجتماعی» در این مجموعه تلویزیونی می‌داند و روزنامهٔ دیلی تلگراف دربارهٔ نقش بروس نوشت که «به نظر می‌رسد، آدمِ مطمئن و معتبری، نگهبان و ضامنِ حفظِ اعتبارِ دانتون اَبی است.» با این حال مُورخ و محققِ تاریخِ هنر، سایمون شاما، از این مجموعهٔ تلویزیونی، بابت اشتباهات تاریخی و افتادن به دامِ کلیشه‌های پیش‌پا افتاده انتقاد کرده‌است. «گَرث نیم»، مدیر اجرایی سریال، از آن دفاع کرد و اظهار داشت «دانتون اَبی یک درام افسانه‌ای است. این سریال یک برنامهٔ مستند تاریخی نیست، بلکه یک درام طنز اجتماعی دربارهٔ دوره‌ای است که در آن، روابط، رفتارها و سلسله‌مراتب، با آنچه ما در حال حاضر از آن بهره‌مندیم، بسیار تفاوت داشت.»
جستجوها و پژوهش‌های فراوانی برای بازسازیِ محلِ زندگی و کارِ خدمتکاران در استودیو ایلینگ انجام شد، چرا که، مکان‌های مشابه در عمارت هایکلیر که بیشترِ صحنه‌های مربوط به محل زندگی «خانوادهٔ گرانتهام» در آن انجام شد، «نمی‌توانست آن گونه که باید، نشان‌دهندهٔ محل کار و زندگی خدمهٔ دانتون اَبی باشد.» پژوهشگران سریال، «حدود ۴۰ عمارت و قصر سلطنتی انگلیسی» را بازدید کردند تا دریابند «آشپزخانه سریال چگونه جایی باید باشد» و طراح تولید «دانل وودز» اظهار داشت «شاید حدود ۶۰ تا ۷۰ از وسایل آشپزخانه که می‌بینید، واقعاً مربوط به همان دوران است.» «کتاب آشپزی و خانه‌داری خانم بیتون» (یک کتاب قدیمیِ خانه‌داری که در عهدِ ویکتوریا نوشته شده و در سال ۱۸۶۱ میلادی منتشر شد)، «راهنمایی ارزشمند» در تهیه و سِرو غذا در مجموعه تلویزیونی بود؛ اما «لیدی کارناروان»، مالک فعلی عمارت هایکلیر و نویسندهٔ کتاب لیدی آلمینا و دانتون اَبی واقعی: میراث فراموش‌شدهٔ عمارت هایکلیر اظهار داشت مهمانی‌های شام آن دوران «تجملی‌تر از این‌ها بود» که در سریال می‌بینیم. با این حال، او می‌گوید که کاملاً قابل درک است که برای یک مجموعه تلویزیونی، لازم است از برخی استانداردها، کوتاه آمد و تغییراتی انجام داد. او ادامه می‌دهد «این یک درام تاریخی تفریحی است. یک برنامه مستند اجتماعی نیست. اما چون بسیار محبوب است، ممکن است برخی مردم، مطالب آن را به عنوان یک حقیقت تاریخی بپذیرند.»

## دی‌وی‌دی، بلو-ری و نمایش آنلاین
پیش از این، نمایش آنلاین دانتون ابی از طریقِ وبگاه نت‌فلیکس انجام می‌شد؛ اما از سال ۲۰۱۳ میلادی، این سریال تنها از طریق سرویس ویدئویی آمازون قابل دسترس است.

### بلو-ری و دی‌وی‌دی
دی‌وی‌دی مجموعه در ایالات متحده آمریکا در ۱۱ ژانویه ۲۰۱۱، در نیوزیلند در ۲۲ ژوئن ۲۰۱۱ و در استرالیا در ۴ اوت ۲۰۱۱ منتشر شد. نسخه‌ای که در استرالیا و نیوزلند منتشر شد، یک دیسک اختصاصی اضافه هم دارد که شامل مصاحبه‌ها، جغرافیای دانتون اَبی و چگونگی ساخت سریال و غیره است.
در تاریخ ۱۶ سپتامبر ۲۰۱۱، دو روز پیش از آغاز پخش فصل دوم سریال در بریتانیا، وبگاه آمازون اعلام کرد که مجموعه دی‌وی‌دی فصل اول سریال، پرفروش‌ترین مجموعه‌دی‌وی‌دی تمام دوران فروشگاه‌های اینترنتی بوده‌است و فروشش از برنامه‌هایی نظیر سوپرانوز، دوستان و وایر هم، بیشتر بوده‌است.
در تاریخ ۱ اکتبر ۲۰۱۳ میلادی، یک نسخهٔ منحصربه‌فردِ ۱۰ تایی دی‌وی‌دی منتشر شد که شامل فصل‌های اول تا سوم سریال و یک مجموعهٔ مستند به نام «اسرار عمارت هایکلیر» بود که در آن به تاریخچهٔ واقعی عمارت هایکلیر که در سریال به عنوانِ دانتون اَبی معرفی شده‌است، اشاره می‌شود.
در ۲۶ ژانویهٔ ۲۰۱۶، پی‌بی‌اس فصل ششم سریال را به صورت دی‌وی‌دی در ایالات متحده آمریکا منتشر کرد که شاملِ قسمتِ ویژه کریسمس ۲۰۱۵ هم بود.

## موسیقی متن
موسیقی متنِ این مجموعه تلویزیونی که شامل ترانه‌های جدید هم بود، نخستین بار در ماه سپتامبر ۲۰۱۱ میلادی توسط کمپانی دکا رکوردز منتشر شد. موسیقی توسط جان لان و دان بلک ساخته شده و ترانه‌هایی به صدای اَلفی بو و مری-جس لیورلند ارائه گردید.

### فهرست ترانه‌ها و موسیقی بی‌کلام
| موسیقی متن مجموعهٔ تلویزیونی دانتون اَبی | موسیقی متن مجموعهٔ تلویزیونی دانتون اَبی                                                                                                  | موسیقی متن مجموعهٔ تلویزیونی دانتون اَبی            | موسیقی متن مجموعهٔ تلویزیونی دانتون اَبی |
| شماره                                  | نام | هنرمند(ان)                                        | مدت                                    |
| -------------------------------------- | --- | ------------------------------------------------- | -------------------------------------- |
| ۱.                                     | «دانتون اَبی: قطعهٔ بی‌کلام آغازین» | جان لان و ارکستر کوچک لندن                        | ۷:۰۹                                   |
| ۲.                                     | «شکارچی و عاشق» | جان لان و ارکستر کوچک لندن                        | ۳:۱۸                                   |
| ۳.                                     | «رهایی» | جان لان و ارکستر کوچک لندن                        | ۲:۱۵                                   |
| ۴.                                     | «داستان زندگی من» | جان لان و ارکستر کوچک لندن                        | ۱:۵۸                                   |
| ۵.                                     | «مُد» | جان لان و ارکستر کوچک لندن                        | ۱:۱۹                                   |
| ۶.                                     | «بی‌اعتبار» | جان لان و ارکستر کوچک لندن                        | ۵:۲۵                                   |
| ۷.                                     | «اگر تو تنها دختر در این دنیا بودی» | اَلفی بو                                           | ۳:۴۷                                   |
| ۸.                                     | «تدارک» | جان لان و ارکستر کوچک لندن                        | ۳:۲۷                                   |
| ۹.                                     | «یک چنین نیک‌بختی» | جان لان و ارکستر کوچک لندن                        | ۲:۳۰                                   |
| ۱۰.                                    | «ماو آنها» | جان لان و ارکستر کوچک لندن                        | ۱:۵۳                                   |
| ۱۱.                                    | «وایولت» | جان لان و ارکستر کوچک لندن                        | ۱:۵۶                                   |
| ۱۲.                                    | «یک انگیزه» | جان لان و ارکستر کوچک لندن                        | ۱:۰۴                                   |
| ۱۳.                                    | «یک ازدواج دلخواه» | جان لان و ارکستر کوچک لندن                        | ۲:۴۳                                   |
| ۱۴.                                    | «گل‌های رُز پیکاردی» | اَلفی بو                                           | ۳:۵۵                                   |
| ۱۵.                                    | «تله‌گرام» | جان لان و ارکستر کوچک لندن                        | ۱:۴۵                                   |
| ۱۶.                                    | «نیرنگ» | جان لان و ارکستر کوچک لندن                        | ۲:۵۱                                   |
| ۱۷.                                    | «تایتانیک» | جان لان و ارکستر کوچک لندن                        | ۲:۱۰                                   |
| ۱۸.                                    | «یک ترانه و یک رقص» | جان لان و ارکستر کوچک لندن                        | ۱:۳۰                                   |
| ۱۹.                                    | «آیا توانستم با تمامِ وجود و آنگونه که باید، تو را دوست داشته باشم؟ نسخهٔ کوتاه‌شدهٔ «دانتون اَبی: قطعهٔ بی‌کلام آغازین» به همراه شعر و ترانه» | جان لان و ارکستر کوچک لندن به‌همراهِ مری-جس لیورلند | ۴:۱۸                                   |

## تأثیرات فرهنگی-اجتماعی
پس از نمایش این مجموعهٔ تلویزیونی، نیاز به سرپیشخدمت‌های حرفه‌ای، به ویژه سرپیشخدمت‌های انگلیسی، در سرتاسر جهان، به‌خصوص در چین، روسیه و بخش‌هایی از خاورمیانه، به شدت افزایش یافت. مابین سال‌های ۲۰۱۰ تا ۲۰۱۲ میلادی، این نیاز دوبرابر شد، به نحوی که دستمزدِ برخی از آنان به ۱۵۰۰۰۰ پوند استرلینگ در سال رسید. در سال ۲۰۱۴ میلادی، نخستین «مدرسه آموزش سرپیشخدمت» در کشور چین گشایش یافت که این موضوع را از اثراتِ این سریال می‌دانند.
پس از پخشِ این سریال، علاقه‌مندی به برخی از لباس‌ها و مُدهای به نمایش درآمده در این سریال، از جمله یقه‌های جداشونده، دامنِ میدی (دامن زیر زانو)، لباس‌های شب با دامن پف‌دار و پارچه‌های پیچازی اسکاتلندی مخصوصِ شکار، دوباره در میان مردم عادی در کشور انگلستان و سایر نقاط جهان شکل گرفت.
لایحهٔ ناموفقِ برابری القاب و مالکیت که در سال ۲۰۱۳ میلادی، در پارلمان بریتانیا مطرح شد، به فرزندان مؤنث خانواده‌های اشرافی و نجیب‌زاده اجازه می‌داد تا بتوانند وارث القاب و املاک خانوادگی باشند. این لایحه، به «قانون دانتون ابی» مشهور شد چرا که اشاره به مشکلی مشابه در این مجموعه تلویزیونی داشت که «لیدی مِری کرالی» (دختر ارشدِ لرد کرالی) نمی‌توانست وارث القاب و املاک پدرش باشد و همه اینها باید به یک وارث مذکر در خانواده می‌رسید حتی اگر از اقوام بسیار دور آن‌ها باشد. این لایحه تصویب نشد.
دکور استفاده‌شده در دانتون ابی باعث شد تا آرون شاک نمایندهٔ حوزه انتخابیه هجدهم ایلینوی از حزب جمهوری‌خواه ایالات متحده آمریکا در مجلس نمایندگان ایالات متحده آمریکا، دفتر کارِ خود را به شیوه‌ای مجلل و مشابه تزئین کند. پس از بررسی‌های دقیق دربارهٔ هزینه‌های انجام‌شده و تردیدهایی که دربارهٔ احتمال استفاده از بیت‌المال برای مصارف شخصی وجود داشت، او مبلغ ۴۰۰۰۰ دلار از مخارجِ صورت‌پذیرفته بابت دکوراسیون را، بازپرداخت کرد. و سپس در مارس ۲۰۱۵ میلادی، از سِمَت خود کناره‌گیری کرد.

## در سایر رسانه‌ها
دنیای دانتون اَبی نام کتابی است که دربارهٔ پشت‌صحنهٔ این سریال و دورانی از تاریخ است که وقایع این سریال در آن رخ می‌دهد. این کتاب در ۱۵ سپتامبر ۲۰۱۱، توسط انتشارات «هارپرکالینز» انتشار یافت و نویسندهٔ آن «جسیکا فلوز» (برادرزادهٔ جولین فلوز) است. بعدها «جسیکا فلوز» کتاب دیگری به نام وقایع‌نگاری دانتون اَبی هم نوشت که آن هم توسط انتشارات «هارپرکالینز» در تاریخ ۱۳ سپتامبر ۲۰۱۲ میلادی انتشار یافت و دربارهٔ شخصیت‌های فصل سوم سریال است.
در سپتامبر ۲۰۱۲ میلادی، روزنامهٔ دیلی تلگراف گزارش داد جولین فلوز مشغول کار بر روی یک اسپین‌آفِ گذشته‌نگر از سریال است که دربارهٔ ماجراهای عشق‌وعاشقیِ «لرد گرانتهام» و «کنتس گرانتهام» در دوران جوانی و در نهایت، ازدواجِ آنهاست. قرار بود این دست‌نوشته به صورت یک کتاب منتشر شود، اما در نهایت «آی‌تی‌وی» حقوق انتشار آن را خرید و ممکن است به سریال مجزایی مبدل شود.

## واژگان
1. ↑  Robert Crawley
2. ↑  Cora Crawley, the Countess of Grantham
3. ↑  Lady Mary Crawley
4. ↑  Lady Edith Crawley
5. ↑  Lady Sybil Crawley
6. ↑  Violet, Dowager Countess of Grantham
7. ↑  Matthew Crawley
8. ↑  Isobel Crawley
9. ↑  Tom Branson
10. ↑  Lady Rose MacClare
11. ↑  Dr. Richard Clarkson
12. ↑  Lord Gillingham
13. ↑  Charles Blake
14. ↑  Henry Talbot
15. ↑  Mr Carson
16. ↑  Mrs Hughes
17. ↑  Mr Barrow
18. ↑  Miss O'Brien
19. ↑  Mr Bates
20. ↑  Anna
21. ↑  Mr Molesley
22. ↑  William Mason
23. ↑  Alfred Nugent
24. ↑  Baxter
25. ↑  Mrs Patmore
26. ↑  Daisy
27. ↑  Gwen Dawson
28. ↑  Ethel Parks
29. ↑  Ivy Stuart
30. ↑  James Kent
31. ↑  Andy Parker
32. ↑  Tim Drewe